# Bermeo
Bermeo és un municipi de la comarca de Busturialdea-Urdaibai, en la província de Biscaia, País Basc, i és la localitat més poblada de la comarca del Urdaibai, amb prop de 17.000 habitants. La vila va ser fundada l'any 1236, i va tenir el títol de "Cap de Biscaia" des de l'any 1476 fins al 1602.
Es tracta d'una vila arrelada a la tradició marinera, ja que la seva economia es basa majoritàriament en la pesca i en les conserves de peix.
Compta amb diferents atractius turístics, com l'ermita de San Juan de Gaztelugatxe, la torre Ercilla (Museu del pescador), el portal de Sant Joan o el seu port, entre d'altres.

## Història

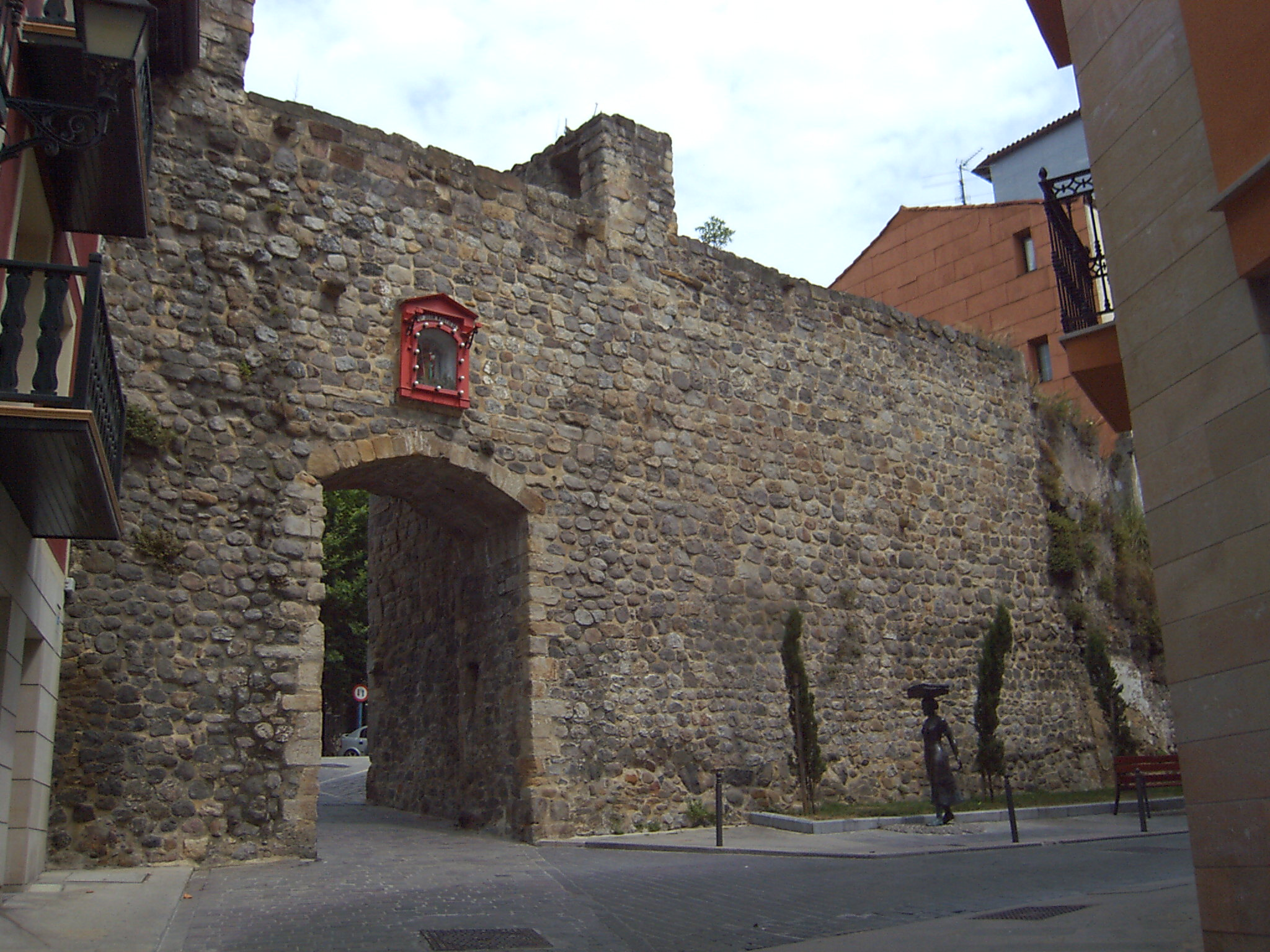
Porta de Sant Joan vista des de l'interior de la muralla.

La notícia documental més antiga de Bermeo és la consignada en la donació que van fer el primer Senyor de Biscaia, Don Iñigo López "Ezkerra" i la seva esposa Donya Tota, d'heretades en San Juan de Gaztelugatxe, Bermeo al monestir de Sant Joan de la Penya l'any 1051. Anys més tard, en 1082, torna a citar-se el nom de Bermeo en la donació que van fer Don Lope Iñiguez, segon Senyor, i la seva esposa Donya Tecla, al Monestir de San Millán de la Cogolla, de l'Església de "Sancti Michaelis Arcangeli in Portu de Vermelio". Aquests documents parlen de l'antiguitat de Bermeo, encara que podria remuntar-se a èpoques molt anteriors. Doncs algunes llegendes situen la fundació de l'antic port dels Amanos en Túbal, descendent de Noè, 150 anys després del diluvi, o pels romans al segle i aC sota el govern de l'emperador Vespasià.
Li va donar Fur a Logronyo i títol de Vila Don Lope Díaz II d'Haro, Senyor de Biscaia i, encara que el document no tenia data, sens dubte va ser expedit l'any 1236. El rei Alfons X el Savi, trobant-se en el cèrcol del castell d'Unzueta de la Vall d'Orozco, el 12 d'agost de 1277 va confirmar aquest privilegi.
Posteriorment, el 18 de març de 1285, el vuitè Senyor, Lope Díaz de Haro, va ampliar i va millorar els seus termes, i el mateix va fer el Senyor Don Tello, per privilegi expedit el 25 d'abril de 1366.
Diversos Senyors de Biscaia i alhora reis castellans van confirmar els Furs i Privilegis de la vila a l'Església de Santa Eufèmia. Entre ells, Ferran el Catòlic qui, el 31 de juliol de 1476, va confirmar a la vila com a "Cap de Biscaia", títol que Bermeo feia temps emprava i que li va ser arrabassat en 1602 després de dur i llarg plet interposat pels pròcers que governaven Bilbao i altres institucions del Senyoriu, que no es van resignar al fet que, si més no de forma simbòlica, Bermeo seguís ostentant tal distinció.
No obstant això, la primacia que va venir mantenint Bermeo en relació amb les altres viles i elizates es tradueix en el fet que en les Juntes Generals de Biscaia tenia el primer vot i seient, i quan parlaven els seus procuradors solien descobrir els seus caps els altres que es trobaven en la Junta. Actualment, el cap barbada d'ancià que figura com una de les armes del seu escut heràldic, palesa i perpetua amb tota justícia l'arrabassat títol.
La importància que va tenir Bermeo es pot col·legir dels nombrosos privilegis i exempcions que va aconseguir dels Senyors i dels Reis. Desafortunadament els diversos incendis que va patir la vila van destruir tots aquests documents, si bé es coneix perfectament la seva enumeració i les seves dates d'atorgament. Això mostra el prestigi que va mantenir la vila i el favor de què en tot moment va gaudir.
Les lluites dels banderizos biscains van torbar la vida de Bermeo durant el segle xv i, juntament amb els incendis que havia sofert en segles anteriors (concretament en els anys 1297, 1347, 1360, 1422), van arruïnar Bermeo i van fer que la seva població disminuís contínuament.
D'altra banda, la fundació de la Vila de Bilbao l'any 1300 va contribuir notablement a la decadència de Bermeo.
Més endavant, nous incendis, un d'ells el de l'any 1504, afectant a tota la vila, van assestar bons cops de dissort i desolació, fent perillar fins i tot la seva pròpia supervivència.
Malgrat els patiments soferts, Bermeo, durant el segle xvi, va mantenir el seu prestigi, del que donen fe, per exemple, la ratificació de les Ordenances de la Confraria de Pescadors el 7 d'abril de 1527; la confirmació pel rei Carles V d'anteriors privilegis en el sentit que "ni els veïns de Bermeo, ni les seves mercaderies, ni estranger que vingués a Bermeo amb les seves mercaderies, anés pres sinó per deute propi o per fiança", donat a Madrid el 10 de març de 1546; el jubileu concedit al Convent de Sant Francesc pel Papa Pau IV per butlla datada l'any 1563, etc.

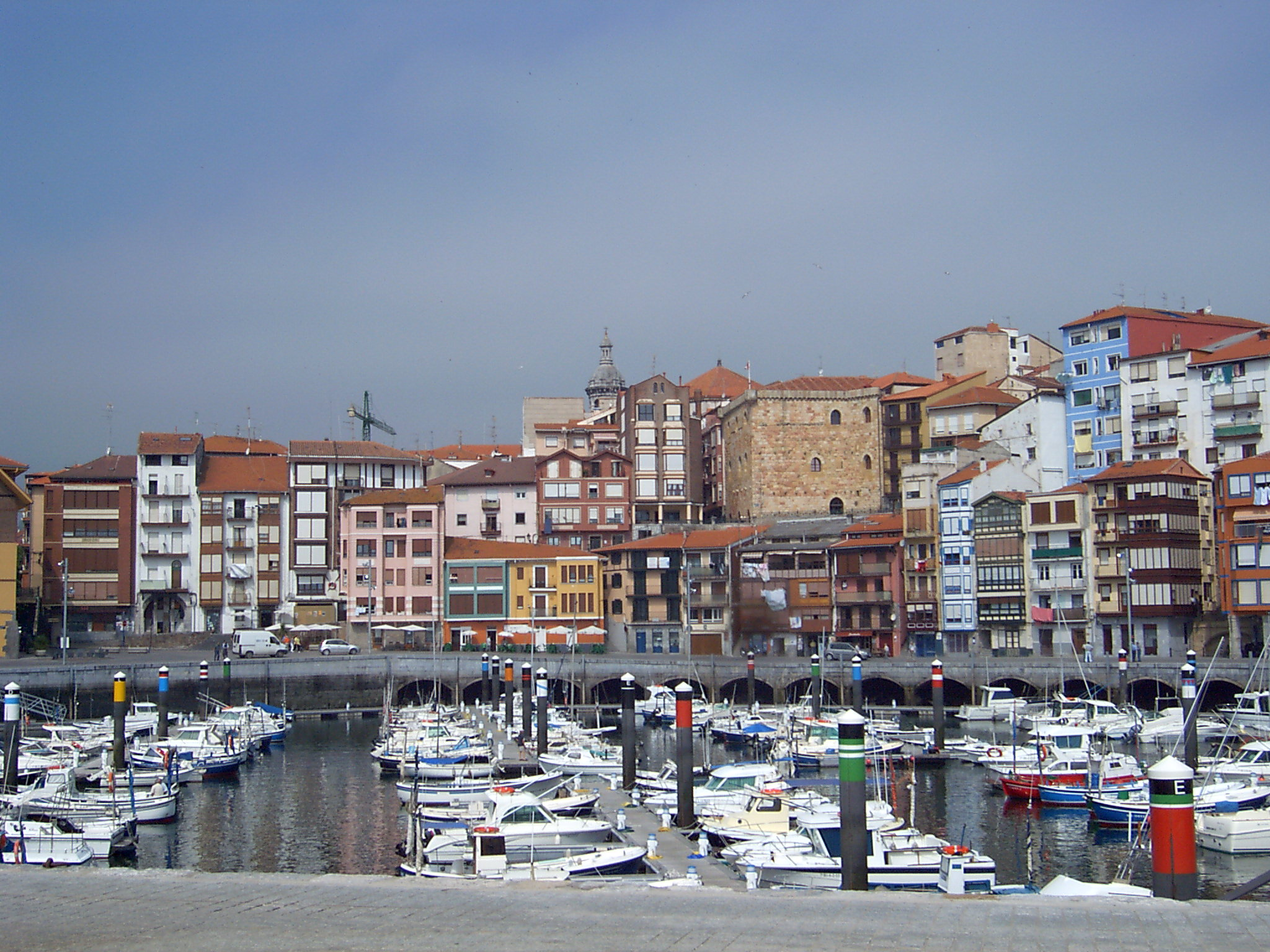
Port de Bermeo

No obstant això, Bermeo ostenta durant el segle xvi, a despit de la seva adversa sort, una dualitat "pesca-comerç" i manté la major i millor flota pesquera de la península, al mateix temps que els seus bucs mercants continuen la vella rivalitat secular amb el port de Bilbao.
El segle xviii marca per a Bermeo una etapa de franca florida, hagut de fonamentalment, al desenvolupament gradual de l'activitat pesquera, que fins llavors venia simultaniejant amb la del comerç. Reprèn la seva dedicació a la pesca i amb ella s'inicia també un període d'una important activitat constructiva en molls, carrers, edificis, rierols, esculleres, etc., la qual cosa produeix un apreciable desenvolupament urbà i un considerable augment de la seva població, així com una massiva implantació de "tallers o oficines de salar peix" i indústries auxiliars de la pesca, com la construcció naval amb els seus fusters de ribera i calafats.
Després de noves convulsions provocades per la invasió napoleònica i per les Guerres Carlines, cap a l'any 1872 experimenta Bermeo un extraordinari auge, amb una pròspera situació econòmica motivada per les importants captures de pesca. Això va permetre emprendre importants obres d'infraestructura i de construcció d'edificis i de serveis públics, molts dels quals han arribat fins als nostres dies. La reconstrucció de la Casa Consistorial, l'antic escorxador, l'església de Santa Maria són d'aquesta època. Es converteix així, després de Bilbao, en la localitat biscaïna més poblada i en millor estat econòmic.
Ja al segle xx, Bermeo es va llançar al mar amb major ímpetu que mai, acollint-se a tots els avanços tecnològics, arribant això amb això a una extraordinària situació de florida i mantenint-se en l'avantguarda de les flotes pesqueres costaneres. Posseeix també una importantíssima flota d'altura, així com una extraordinària estructuració industrial pesquera.

## Geografia

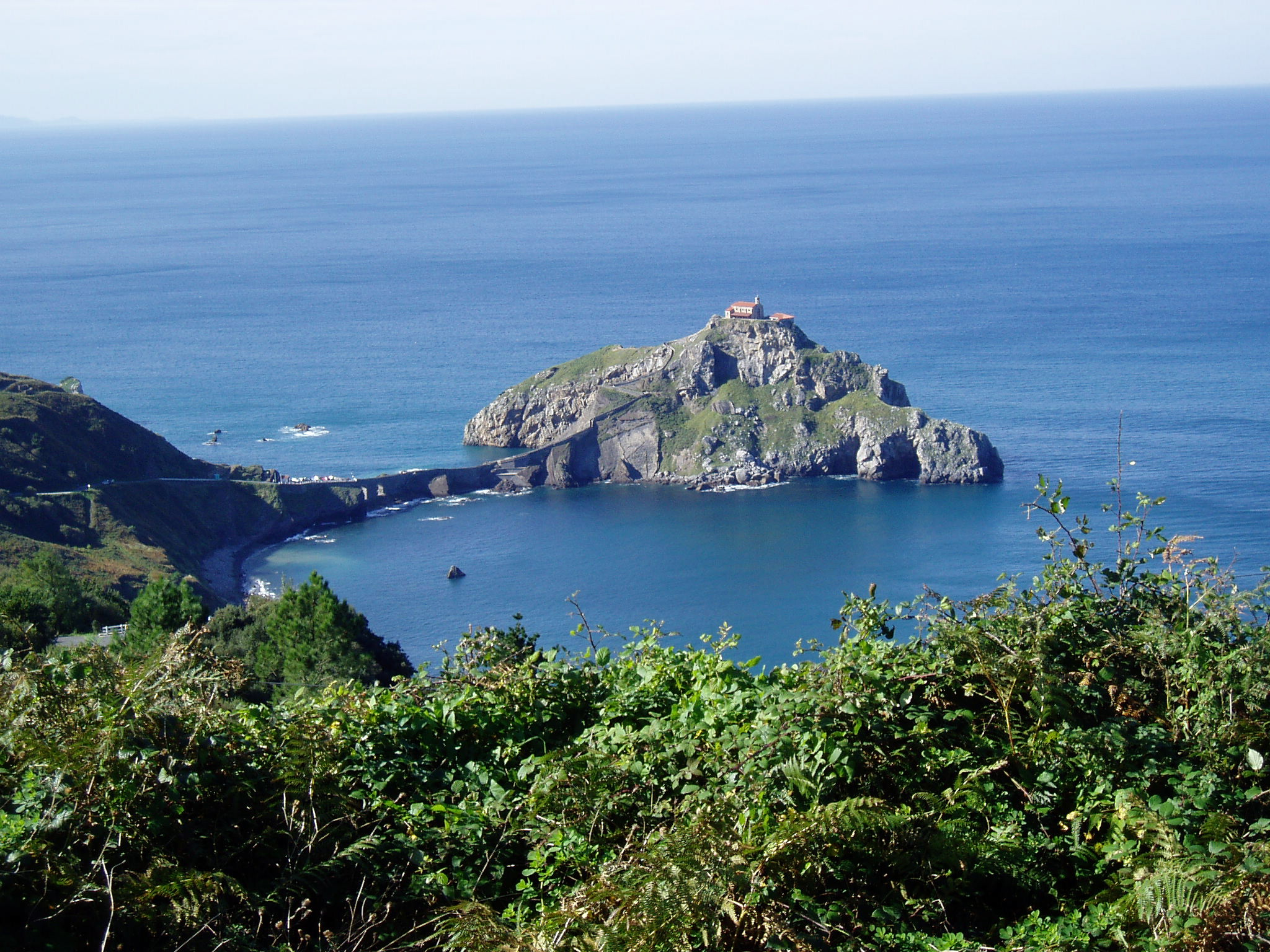
San Juan de Gaztelugatxe

En el seu terme municipal es troben alguns dels accidents geogràfics més coneguts de la costa biscaïna com el cap Matxitxako, l'illa d'Izaro, l'illot d'Akatz o San Juan de Gaztelugatxe. A Bermeo hi ha la platja d'Aritzatxu.
La localitat limita al nord amb el Golf de Biscaia, a l'oest amb Bakio, a l'est amb Mundaka, al sud-oest amb Mungia i Meñaka, i al sud amb Busturia i Arrieta.
Bermeo té, a més, diferents barris: Arana, Artike, Agirre, San Andres, Almike, Arronategi, San Migel, Demiku, Mañu i San Pelaio

## Clima
Bermeo, de la mateixa manera que tota la Cornisa Cantàbrica d'Euskadi, es caracteritza per estar influenciat pel clima oceànic. Les pluges estan repartides durant tot l'any, sent més abundants a la primavera i sobretot a la tardor (novembre/desembre).
Les temperatures solen ser suaus en general, amb hiverns no gaire freds i estius no gaire calorosos. La temperatura màxima aconseguida a la zona està entorn dels 45 °C, i la mínima entorn dels -9 °C. La temperatura mínima mitjana de l'any és d'entorn dels 9 °C i la màxima de 19 °C.
| Paràmetres climàtics mitjana de Bermeo | Paràmetres climàtics mitjana de Bermeo | Paràmetres climàtics mitjana de Bermeo | Paràmetres climàtics mitjana de Bermeo | Paràmetres climàtics mitjana de Bermeo | Paràmetres climàtics mitjana de Bermeo | Paràmetres climàtics mitjana de Bermeo | Paràmetres climàtics mitjana de Bermeo | Paràmetres climàtics mitjana de Bermeo | Paràmetres climàtics mitjana de Bermeo | Paràmetres climàtics mitjana de Bermeo | Paràmetres climàtics mitjana de Bermeo | Paràmetres climàtics mitjana de Bermeo | Paràmetres climàtics mitjana de Bermeo |
| Mes                                    | Gen                                    | Feb                                    | Mar                                    | Abr                                    | Mai                                    | Jun                                    | Jul                                    | Ago                                    | Set                                    | Oct                                    | Nov                                    | Des                                    | Any                                    |
| -------------------------------------- | -------------------------------------- | -------------------------------------- | -------------------------------------- | -------------------------------------- | -------------------------------------- | -------------------------------------- | -------------------------------------- | -------------------------------------- | -------------------------------------- | -------------------------------------- | -------------------------------------- | -------------------------------------- | -------------------------------------- |
| Temperatura màxima mitjana (°C)        | 13                                     | 15                                     | 16                                     | 17                                     | 20                                     | 23                                     | 25                                     | 26                                     | 24                                     | 20                                     | 16                                     | 14                                     | 19                                     |
| Temperatura mínima mitjana (°C)        | 5                                      | 5                                      | 6                                      | 7                                      | 10                                     | 13                                     | 15                                     | 15                                     | 13                                     | 10                                     | 7                                      | 6                                      | 9                                      |
| Precipitacions (mm)                    | 126                                    | 97                                     | 94                                     | 124                                    | 90                                     | 64                                     | 62                                     | 82                                     | 74                                     | 121                                    | 141                                    | 116                                    | 1195                                   |
| Font: AEM                              |                                        |                                        |                                        |                                        |                                        |                                        |                                        |                                        |                                        |                                        |                                        |                                        |                                        |

## Demografia i població
A causa de la immigració vinguda amb la industrialització de la dècada de 1960 la població va créixer d'una manera important. En la dècada de 1990 i fins a l'any 2000 la població ha disminuït, però des d'aquest mateix any la immigració ha tornat a aparèixer a la vila i la població i, malgrat petites variacions, tendeix a l'alça.
| Any       | 1704  | 1784  | 1850  | 1900  | 1925   | 1960   | 1965   | 1970   | 1975   | 1981   | 1986   | 1991   | 1996   |
| Habitants | 1.408 | 3.711 | 5.377 | 9.636 | 11.525 | 13.556 | 15.846 | 17.384 | 17.485 | 18.312 | 18.333 | 17.923 | 17.176 |

| Any       | 2001   | 2004   | 2007   | 2008   | 2010   | 2012   | 2013   |
| Habitants | 16.938 | 16.901 | 17.429 | 17.069 | 17.026 | 17.144 | 17.159 |

## Economia

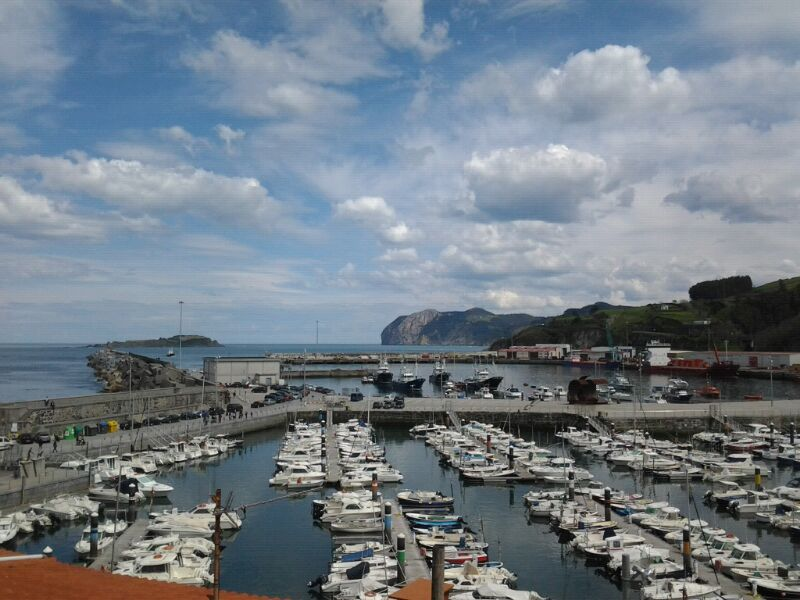
Port esportiu de Bermeo

L'economia de Bermeo s'ha basat majoritàriament en l'activitat pesquera. El port ha estat la principal font d'ingressos de la localitat. Bermeo posseeix una important flota d'altura i la flota costanera més important d'Euskadi. La confraria de pescadors "San Pedro" és una de les més importants de Biscaia, tenint gran activitat i entrada de peix.
A més, existeixen diverses empreses dedicades a les conserves de peix, entre les quals calen destacar "Zallo", "Serrats" i "Salica", entre d'altres. Però la indústria no es basa únicament en les conserves de peix, sinó que existeixen diverses empreses lligades al sector marítim dedicades a la fabricació de motors dièsel i articles per a embarcacions, com és el cas de l'empresa "Wartsila Ibérica"
Al port no només es treballa amb el peix; també existeix una zona portuària comercial que rep diversa primera matèria durant tot l'any. En el mateix moll podem trobar empreses de consignació de bucs i grans magatzems.
També hi ha a Bermeo diferents empreses lligades a la indústria fustera. D'altra banda, el centre d'innovació "DenokInn" està destinat a l'estudi de noves alternatives laborals i creació d'ocupació.
Una altra empresa destacable és la plataforma de gas "La Gaviota", que tracta el gas provinent de la plataforma marítima homònima.

### Port
Bermeo va guanyar importància com a port durant l'edat mitjana; en aquella època la pesca i el comerç eren protagonistes. El port és un dels més importants del País Basc, sent el més important quant a la pesca litoral.
Actualment, a causa de les inversions del Govern Basc, ha recuperat la seva activitat mercantil. A més, des de 2006 posseeix un port esportiu. Cal destacar el seu moll industrial i comercial.

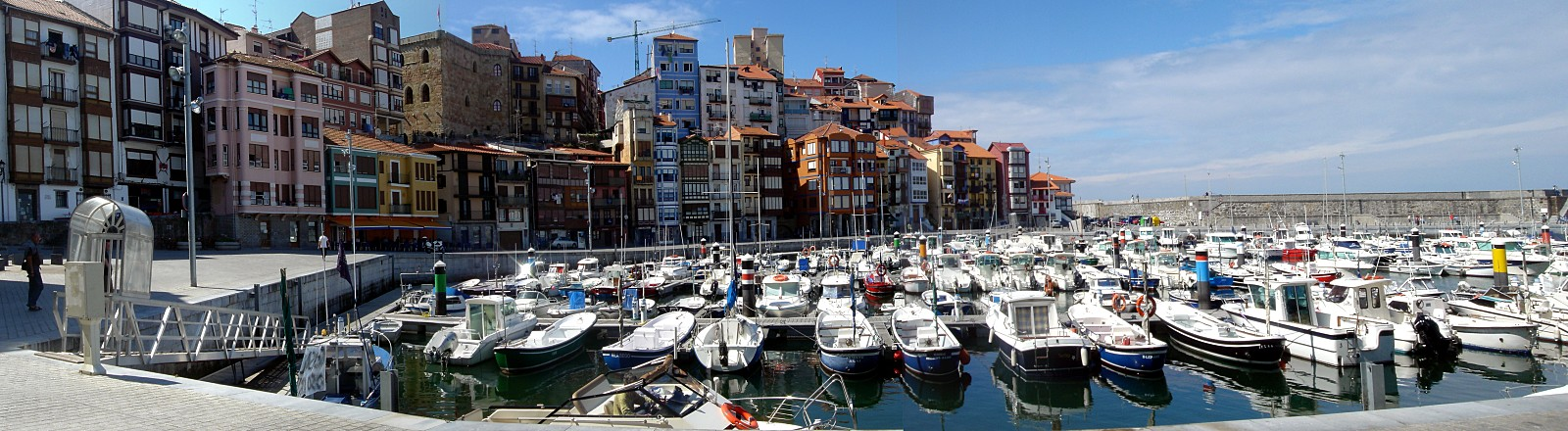
Port esportiu de Bermeo.

Compta amb: oficina portuària, capitania marítima, casa del mar (Institut social de la marina) i Creu Roja. El port posseeix, a més, la confraria de pescadors San Pedro, fàbriques de gel, fàbriques congeladores i vivers, entre d'altres.

## Política

### Corporació Municipal

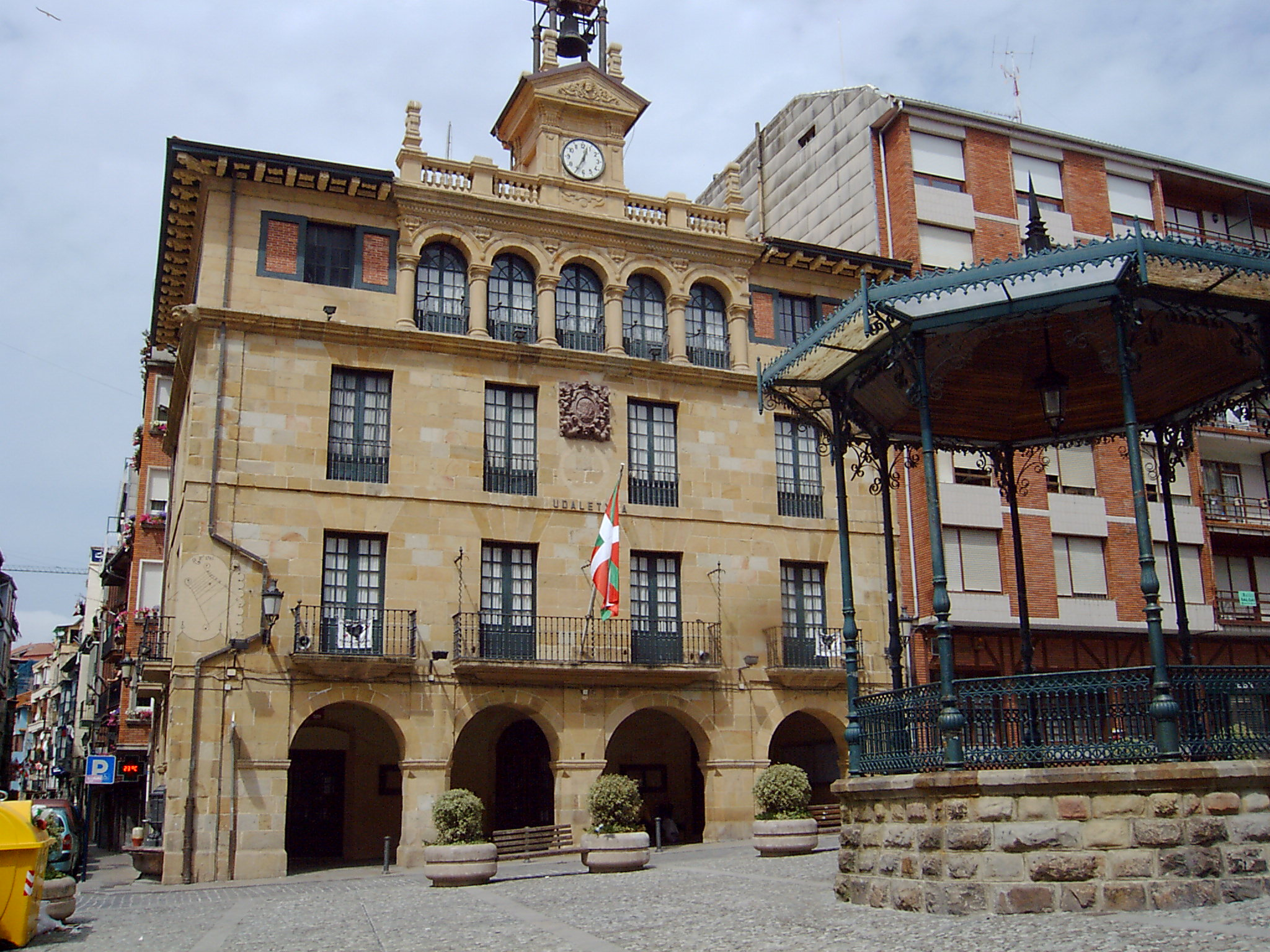
Ajuntament de Bermeo a la plaça Sabino Arana

Les últimes eleccions municipals celebrades en 2011 van donar el següent resultat:
| Corporació Municipal de Bermeo                                 |          |                |
| Partit                                                         | Regidors | Vots           |
| Bildu                                                          | 9        | 4.489 (%47,82) |
| Partit Nacionalista Basc (PNB)                                 | 8        | 3.969 (%42,28) |
| Aralar                                                         | -        | 397 (%4,23)    |
| Partit Socialista d'Euskadi - Euskadiko Ezkerra (PSE-EE(PSOE)) | -        | 273 (%2,91)    |
| Partit Popular d'Euskadi (PP)                                  | -        | 145 (%1,54)    |

- Total votants:	9.505 (69,65%)
- Abstenció:	4.142 (30,35%)
- Vots nuls:	118 (1,24%)
- Vots en blanc:	114 (1,21%)

L'actual alcaldessa és Idurre Bideguren Gabantxo de Bildu.

### Eleccions
En aquestes dades apareixen reflectits els partits que han obtingut representació en la corporació municipal durant les eleccions:
| - Eleccions de 1979: EAJ-PNB: 5992 vots (12 regidors) HB: 2234 vots (4 regidors) EE-IS: 753 vots (1 regidors) Alcalde: Luis Bilbao Madariaga - Eleccions de 1983: EAJ-PNB: 3.302 vots (7 regidors) BA: 2.554 vots (5 regidors) HB: 1.825 vots (4 regidors) Alcaldes: Jabier Zabala Alboniga i Ramon Bilbao Uriarte - Eleccions de 1987: EA: 3.346 vots (6 regidors) EAJ-PNB: 2.820 vots (5 regidors) HB: 2.348 vots (4 regidors) EE: 781 vots (1 regidor) PSOE: 561 vots (1 regidor) Alcalde: Jose Maria Ormaetxea Larandagoitia | - Eleccions de 1991: EAJ-PNB: 3.090 vots (6 regidors) EA: 2.986 vots (6 regidors) HB: 1.980 vots (3 regidors) EE: 686 vots (1 regidor) PSOE: 579 vots (1 regidor) Alcalde: Juan Karlos Goienetxea Beitia (EA) - Eleccions de 1995: EA: 3392 vots (7 regidors) EAJ-PNB: 3391 vots (6 regidors) HB:1808 vots (3 regidors) PSOE-EE: 587 vots (1 regidor) Alcalde: Juan Karlos Goienetxea Beitia (EA) | - Eleccions de 2003: EA: 4.748 vots (10 regidors) EAJ-PNB: 3.574 vots (7 regidors) Alcalde: Juan Karlos Goienetxea Beitia (EA) - Eleccions de 2007: EAJ-PNB: (9 regidors) EA: (8 regidors) Alcalde: Xabier Legarreta Gabilondo (EAJ-PNB) - Eleccions de 2011: Bildu: 4.489 (9 regidors) EAJ-PNB: 3.969 (8 regidors) Alcaldessa: Idurre Bideguren Gabantxo (Bildu) |

## Equipaments i serveis

### Mitjans de transport
Carreteres
Bermeo està unit a Mungia (18 km) a través de la carretera  i a Gernika-Lumo (14 km) a través de la carretera BI-2235. També compta amb la carretera , que uneix la localitat amb Bakio (12 km). La capital, Bilbao (33 km), està connectada amb la localitat a través de les carreteres , així com la BI-2235.
Transport públic
Bermeo compta amb diferents serveis d'autobús, tren, taxi i autobús urbà.

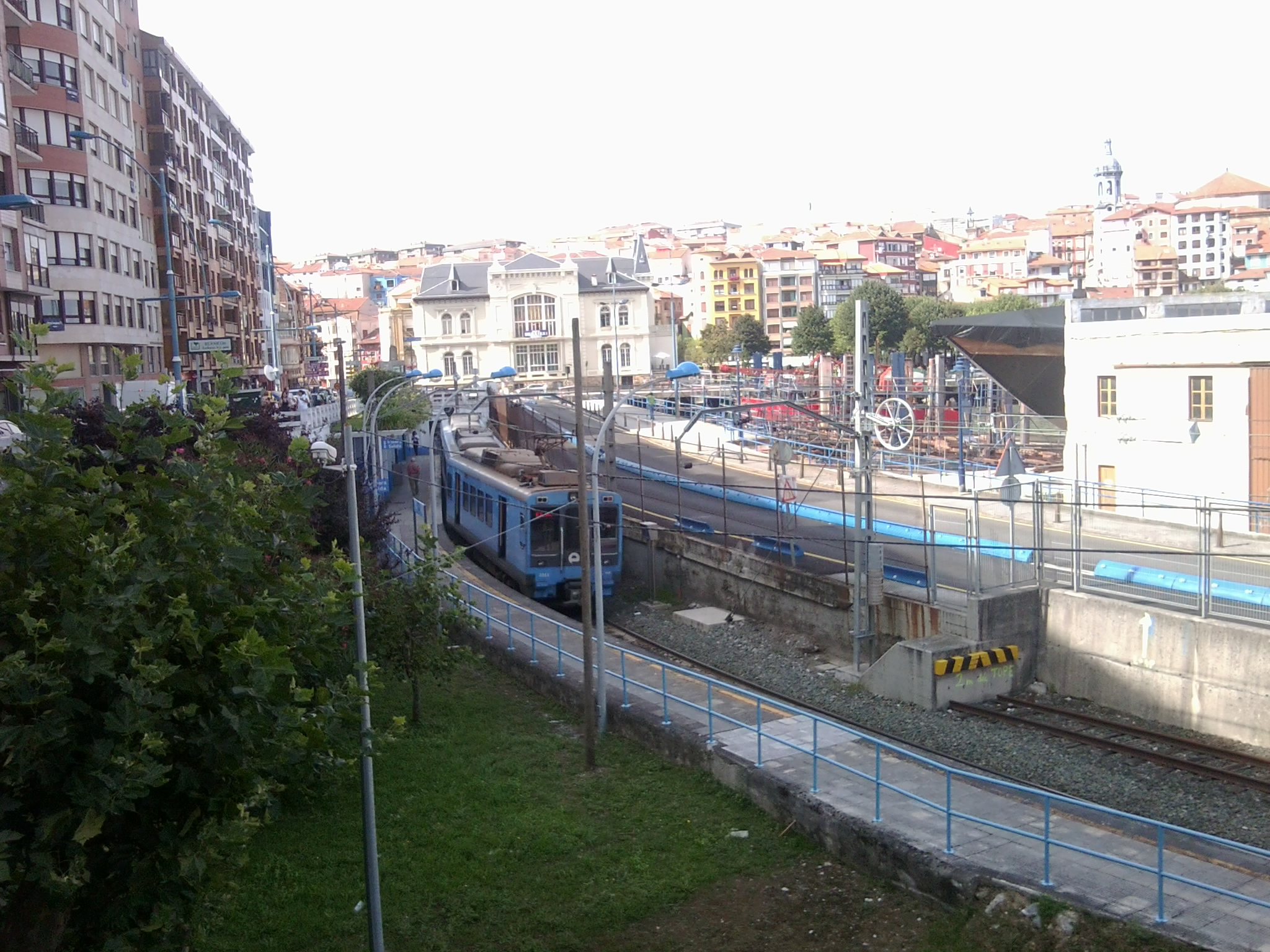
Estació de tren de Bermeo

#### Euskotren (Tren)
- Euskotren, servei de bus que ofereix diferents línies de ferrocarril que uneixen la localitat directament amb Bilbao i les localitats que queden al seu pas; i, mitjançant transbord, les localitats de l'est de Biscaia i Guipúscoa.
  - Bermeo - Bilbao
  - Bermeo - Gernika - Amorebieta
  - Bermeo - Gernika

#### Bizkaibus (Autobús)
- Bizkaibus, servei de bus que ofereix diferents línies d'autobús que connecten la localitat amb diferents destinacions:
  - A 3515 Bermeo - Gernika - Amorebieta - Bilbao BI-2235
  - A 3527 Bermeo - Mungia - Bilbao 
  - A 3528 Bermeo - Mungia - Derio - UPV/EHU 
  - A 3524 Bermeo - Bakio

#### Bermibusa (Autobús urbà)
- Bermibusa: autobús urbà que uneix diferents punts de la localitat durant el matí i la tarda.

#### Taxi
- Taxis: hi ha una parada de taxis al parc Lamera on diversos taxis estan disponibles; la parada té telèfon per rebre avisos

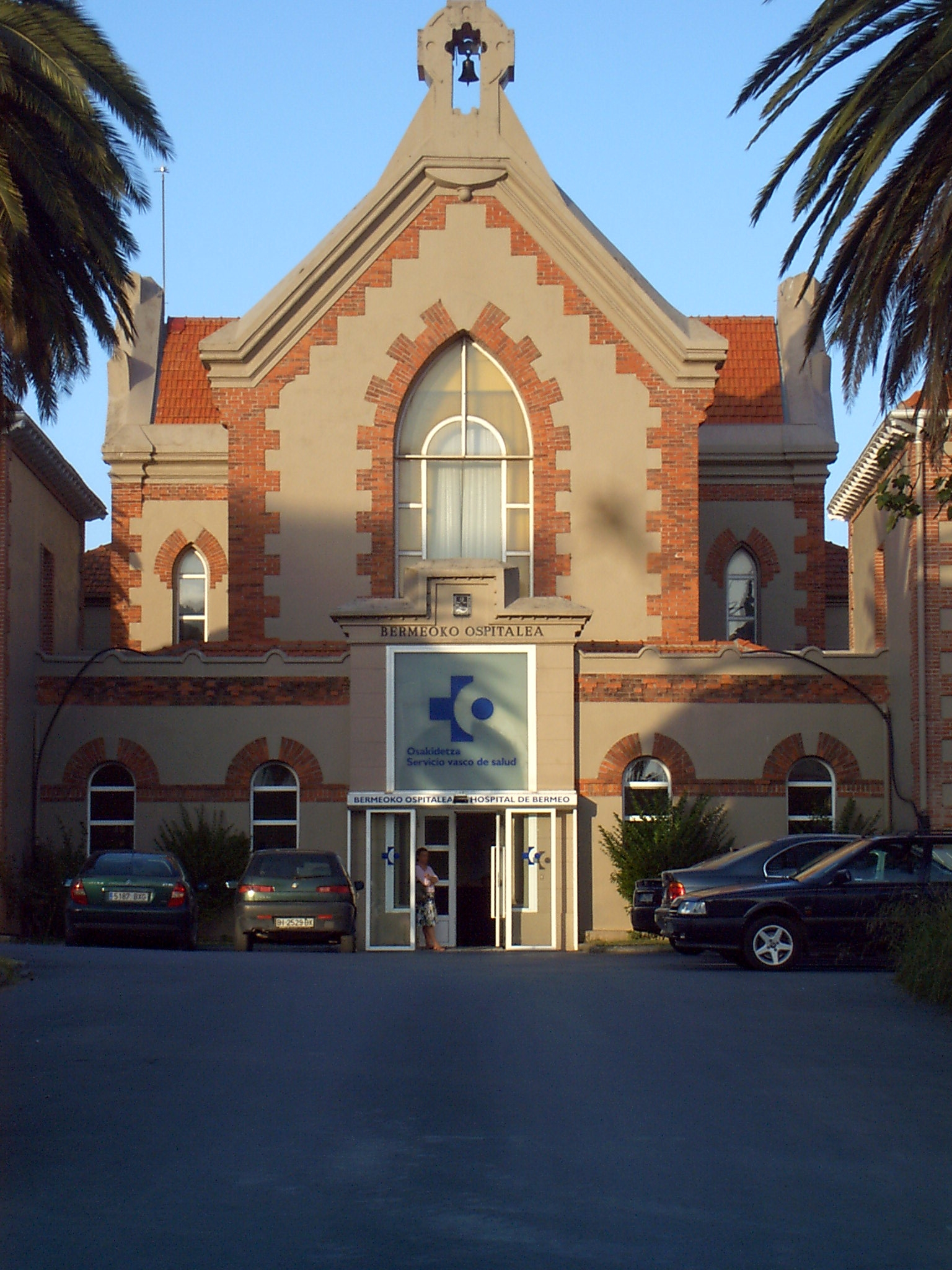
Hospital Psiquiàtric

### Salut
- Centre de Salut de Bermeo (Ambulatori)
- Creu Roja del Mar (Ambulàncies)
- Hospital de Bermeo (Hospital psiquiàtric)
- Centre de dia
- Clínica Bermeo - Igualatorio (IMQ)
- Servei de consultes sexuals (Bermesex)

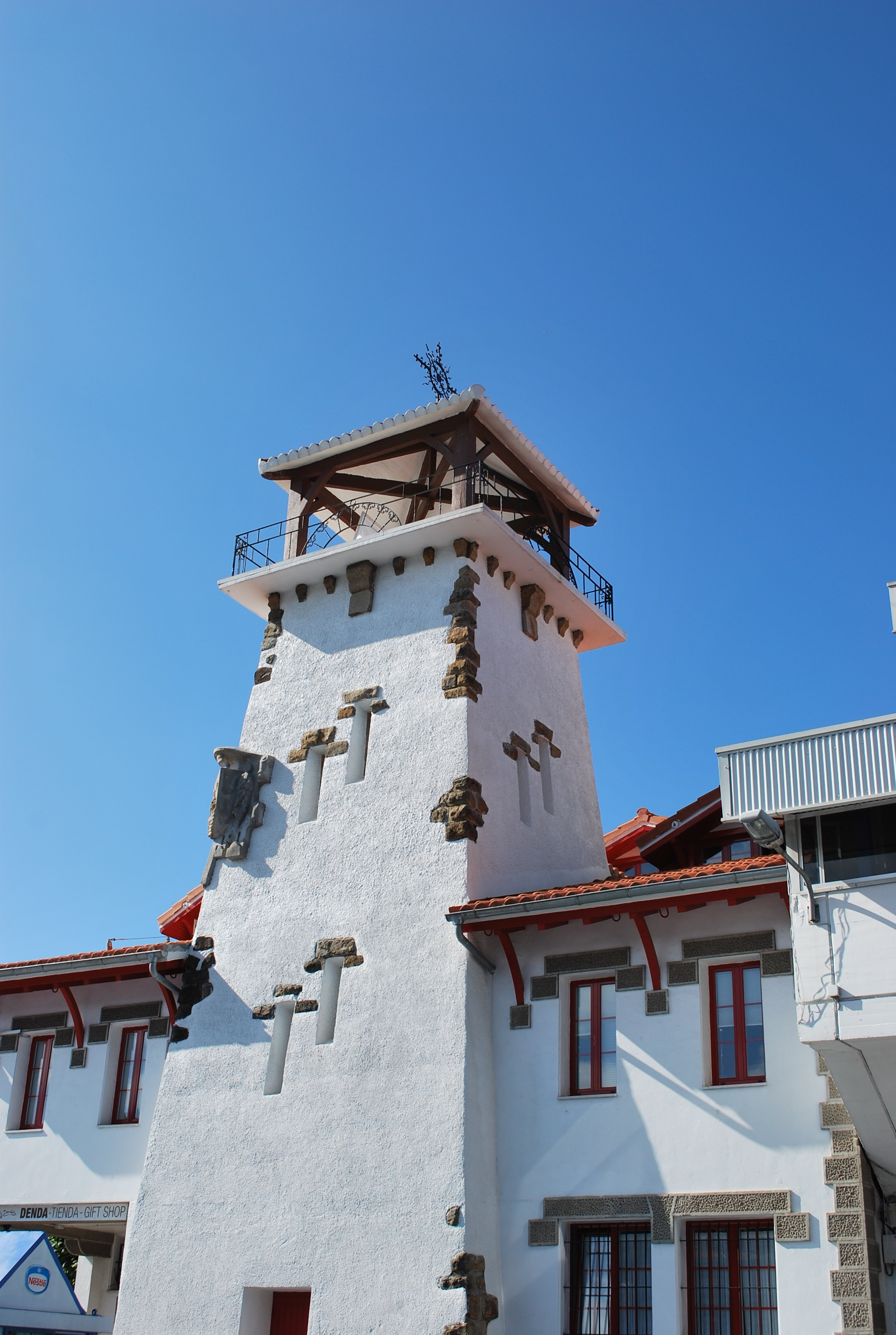
Biblioteca Municipal

- Centre Mèdic Osasun Bulegoa

### Educació
Elemental
- San Frantzisko Herri Ikastetxea: Educació Infantil i Primària; model D, Sistema Amara Berri
- Karmeldar ikastetxea (Sagrat Cor): Educació Infantil i Primària, Educació Secundària Obligatòria (ESO); models B i D
- Luis Eleizalde Ikastola: Educació Infantil i Primària, Educació Secundària Obligatòria (ESO); model D
- Institut Ignacio Arozena - Benito Barrueta: Educació Secundària Obligatòria (ESO); model D

Batxiller
- Ciències Humanes i Socials (models A i D)
- Ciències de la Naturalesa i la Salut (model D)
- Batxiller Tecnològic (model D)

Altres
- Cicles formatius de grau mitjà: Administració (model D) i Productes Electrònics i consum (model D)
- Formació Professional: Institut de la Marina (Escola Nàutica); model A
- Escola Oficial d'Idiomes
- Educació Permanent d'Adults (EPA)
- Escola Municipal de Música Jose Antonio Egia

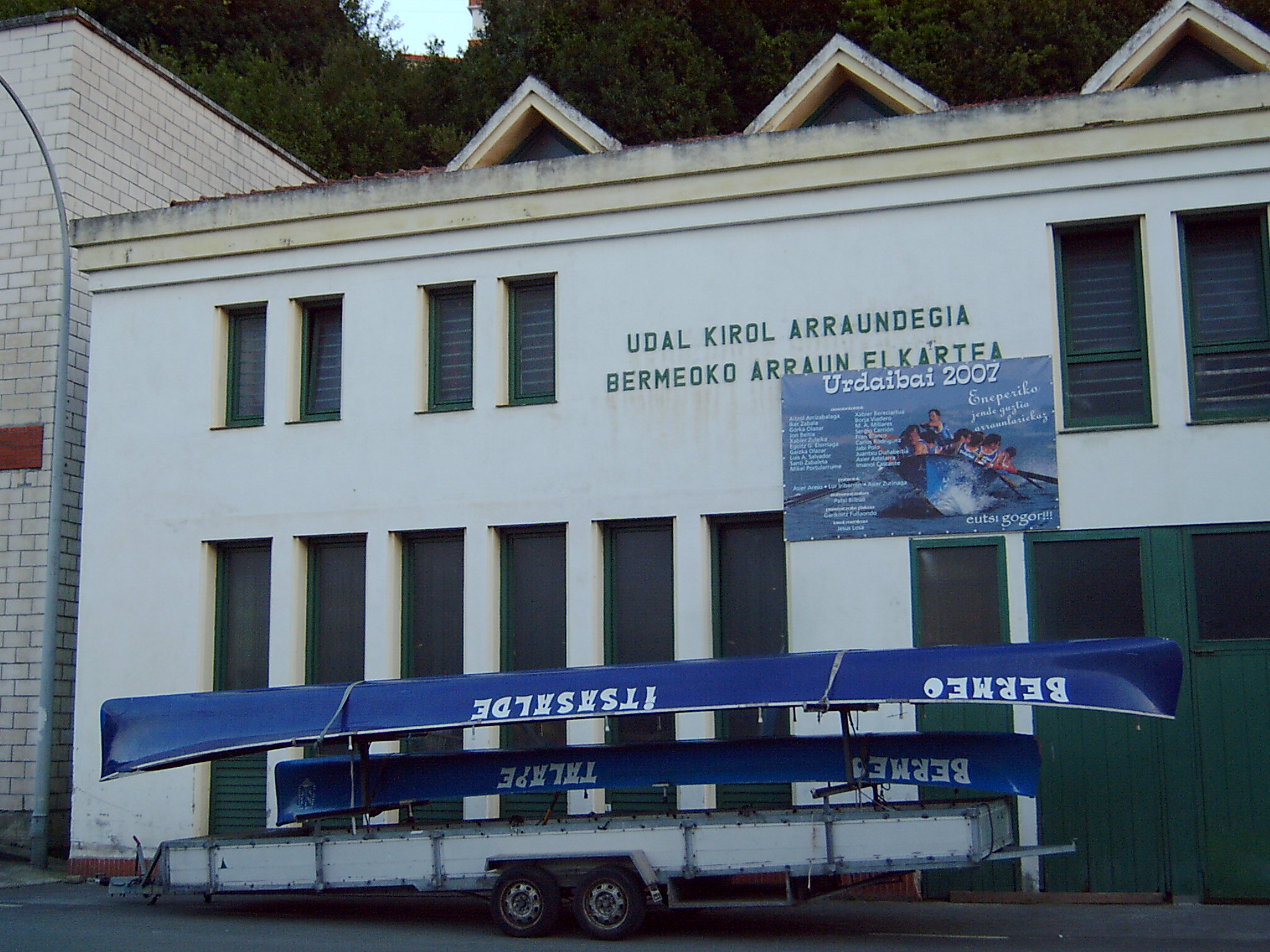
Seu del club de rem

### Instal·lacions esportives
- Poliesportiu municipal "Arene"
- Camp de futbol "Itsas Gane"
- Frontó municipal "Artza"
- Frontó municipal "Arene"
- Club de rem de Bermeo

### Equipaments culturals
- Casa de cultura
- Servei d'atenció als joves (GIZ)
- Ludoteca: centre d'oci per a nens d'entre 6 i 11 anys
- Gazteleku: centre d'oci per joves des dels 12 fins als 18 anys
- Biblioteca municipal Joxe Migel Barandiaran
- Arxiu municipal

### Mitjans de comunicació
- Itsuki Irratia (105.2 FM): ràdio local en la qual s'ofereixen informatius, programes músicales, espais per a felicitacions i concursos
- Oiz Mendi telebista: cadena de televisió comarcal que ofereix notícies de la comarca, espais per a felicitacions, magazines, documentals, etc
- Urremendi: revista mensual de la comarca
- Busturialdeko eta Lea-Artibaiko Hitza: periòdic que recull les notícies de les comarques Busturialdea-Urdaibai i Lea-Artibai

## Cultura

### Idioma

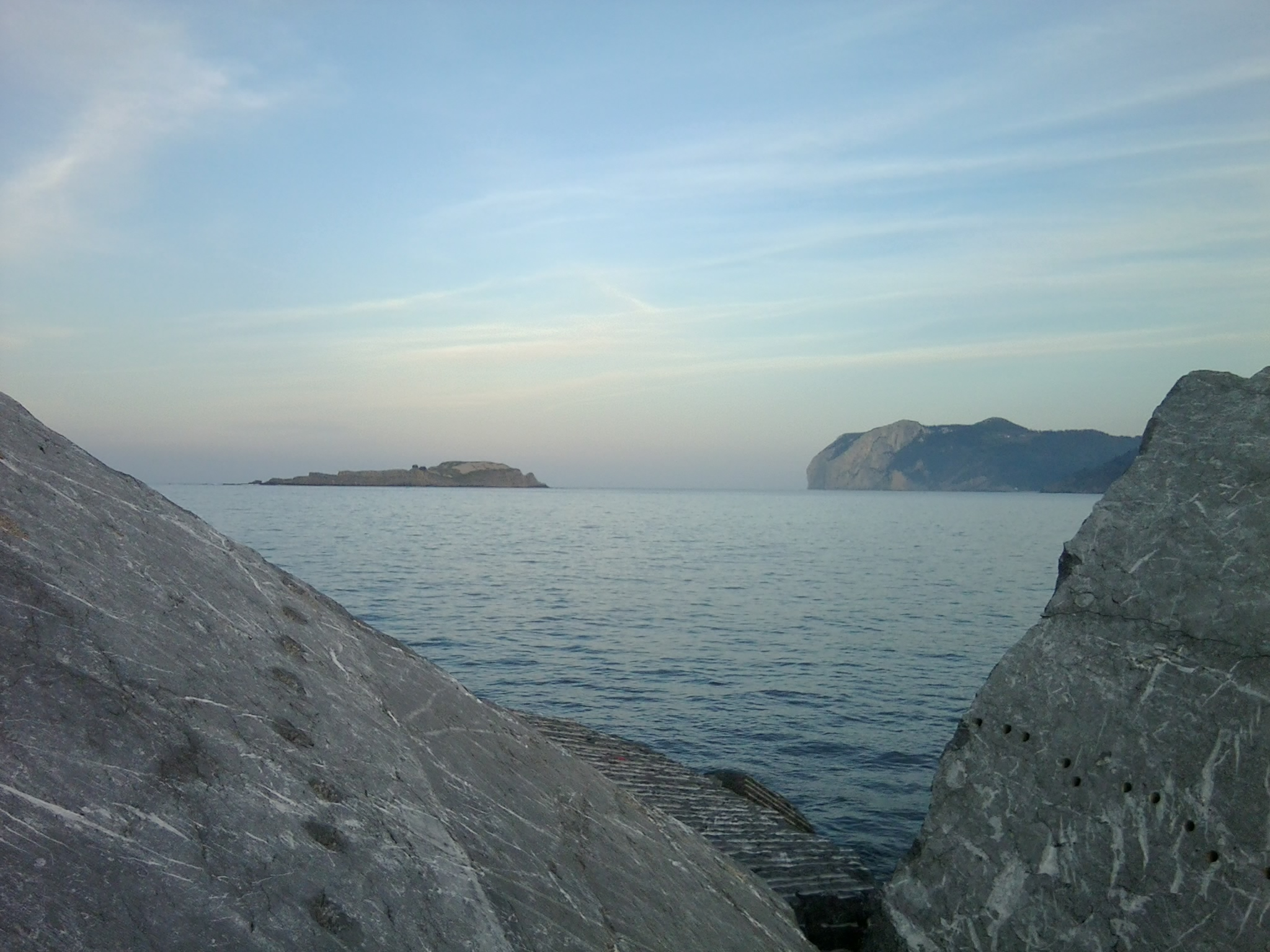
L'illa de Izaro i el cap de Ogoño

El dialecte local és una derivació del basc occidental. El percentatge de bascoparlants és bastant alt (73%), malgrat que el seu ús és menor (36%). Hi ha diferències evidents entre els diferents sectors de la població, ja que l'usa el 59,8% de les persones grans, el 42,4% dels nens, el 29,5% dels adults i el 19,1% dels joves.
La localitat formava part de la mancomunitat UEMA (Udal Euskaldunen Mankomunitatea, Mancomunitat de Municipis Euskalduns), encara que avui dia es troba fora d'aquesta.

### Festes i actes culturals
Al llarg de l'any, a part de festes, s'organitzen esdeveniments esportius i culturals: (algunes dates no són exactes)
Gener
- Cavalcada de Reis
- Marató municipal

Febrer
- Desfilades de Carnaval (Dimarts de Carnestoltes)

Març
- Dia del gudari marí (la primera setmana); ho organitza Eusko Alkartasuna de Bermeo
- Processons de Setmana Santa (Divendres sant)
- Dia de la dona

Maig
- Fira del peix "Arrain azoka", normalment el penúltim cap de setmana del mes

Juny
- Marxa de les esglésies i ermites, organitzat per Sollube707 mendi taldea
- Fogates de Sant Joan (23 de juny)
- Dia de Sant Joan, a San Juan de Gaztelugatxe (24 de juny)

Juliol
- Festival Jazzber, la primera setmana del mes; hi participen els grups del concurs de jazz de Getxo
- Trobades per tractar el tema de la SIDA (1-2 setmanes); ho organitza el grup "Txo Hiesa"
- Festival Gorefest (2a setmana del mes): curtmetratges gore
- Festival Aritzatxu Rock Free, festival de rock que té lloc el dissabte de la segona setmana del mes
- Festival Folklòric Internacional, a mitjan juliol; ho organitza Alkartasuna dantza taldea
- Vespra de la Magdalena (21 de juliol)
- Dia de la Magdalena (22 de juliol): Romiatge marítima entre Bermeo-Elantxobe-Mundaka-Bermeo
- Biking (algun dissabte del mes): marató de bicicletes estàtiques

Agost
- Setmana Internacional de la música
- 16 d'agost: Dia de Sant Roc

Setembre
- Festival d'agroskate "Skate Or Due", la primera setmana del mes
- Festes patronals "Andramaris", del 7 al 16 de setembre. Durant aquestes festes es pot gaudir de diferents esdeveniments: regates, concursos de guisat, esports rurals, concerts, teatres, tamborradas, baixades, fires, concursos de play back, focs artificials i espectacules especials, entre altres:
  - Chupinazo (7 de setembre)
  - Dia d'Andra Mari (8 de setembre)
  - Dia del mariner "Arrantzale eguna" (9 de setembre)
  - Dia de Santa Eufemia (16 de setembre): últim dia de festes, amb fira agrícola
  - El dissabte que coincideix amb la setmana festiva se celebra el dia del Sukalki (concurs de guisat)
  - Regates (el dissabte següent a les festes de la localitat)

Octubre
- Bermistorian (3a ó 4a setmana del mes): actes relacionats amb la història de Bermeo i fira medieval

Novembre
- Fira de Sant Martí (11 de novembre): fira amb els productes dels caserius bascos per celebrar la matança del porc. També s'organitza un concurs de botifarres.

Desembre
- Euskeraren Eguna - Dia del basc (3 de desembre)
- Cavalcada de l'Olentzero (24 de desembre)

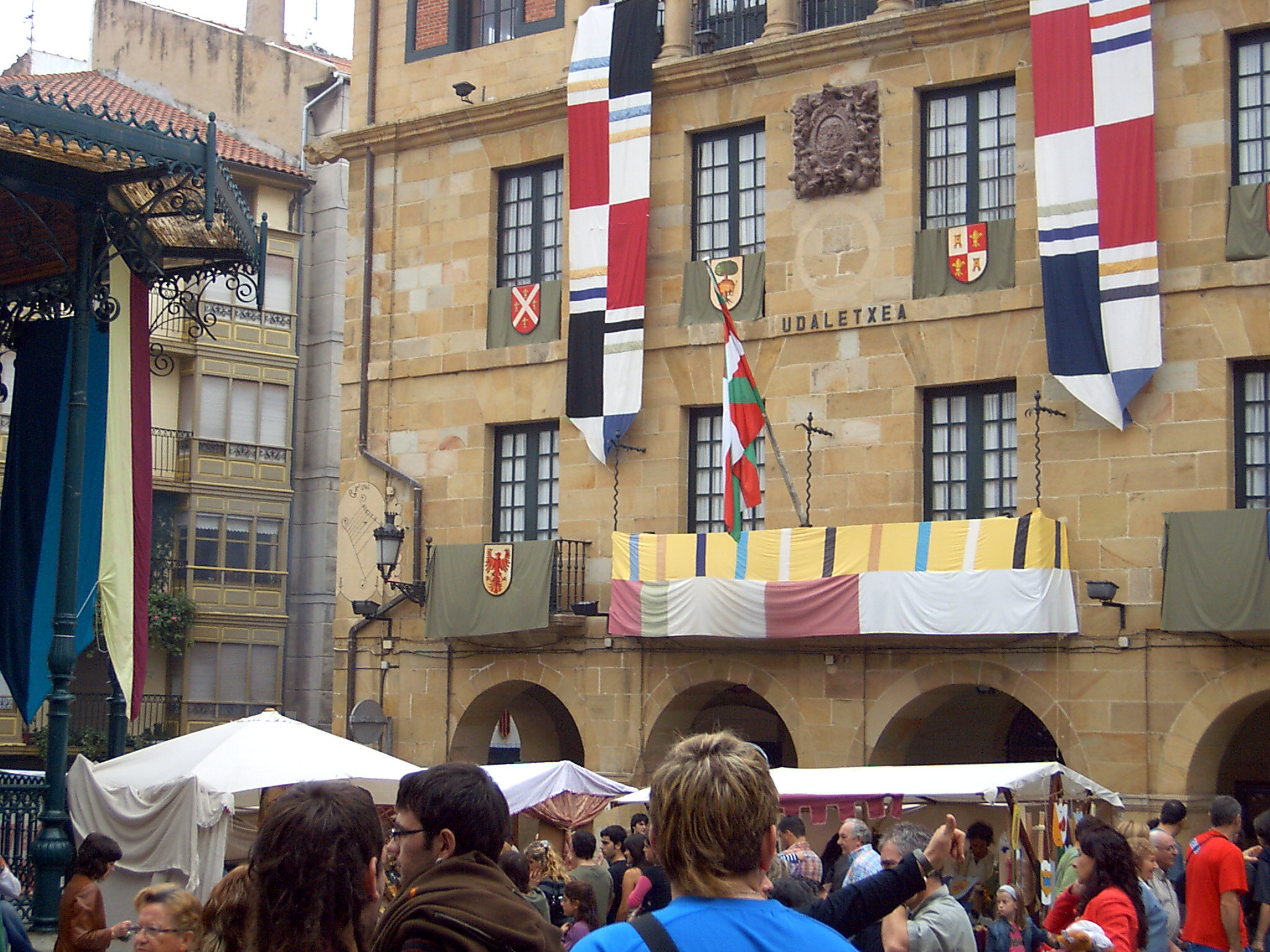
Fira Medieval

### Fires i mercats
- Arrain Azoka (Fira del Peix): La fira del peix se celebra el penúltim o l'anterior cap de setmana de maig. Es tracta d'una fira que dura tres dies (Divendres, dissabte i diumenge) i en la qual les diferents empreses del sector marítim-pesquer exposen els seus productes i els posen a la venda. La fira gaudeix de bon acolliment, ja que rep prop de 100.000 persones cada any i és bastant coneguda en tota la província. Durant el cap de setmana que dura la fira s'organitzen visites guiades a fàbriques de peix, es realitzen simulacres de venda de peix en l'antiga confraria, s'organitzen jocs i tallers pels més petits i s'obre una carpa en la qual es poden degustar les diferents espècies de peix.

- Fira agrícola de Santa Eufemia:Aquesta fira s'organitza cada 16 de setembre amb motiu d'últim dia de les festes patronals de la localitat, el dia de Santa Eufemia. En aquesta fira s'exposen els diferents productes elaborats en els caserius bascos, formatges, chacolí de Biscaia, llegums, dolços, fruites i hortalisses, així com productes elaborats artesanalment.

- Fira Medieval: Fira organitzada el penúltim o l'anterior cap de setmana d'octubre, en el qual s'organitzen diferents activitats relacionades amb la història de Bermeo. En els llocs de la fira es poden degustar diferents embotits i dolços i es poden trobar diferents articles elaborats artesanalment.

- Mercat de proveïments: Setmanalment, cada dimarts diferents llocs ofereixen diversos articles com a calçat, robes, dolços, fruites, hortalisses, articles musicals o de parament al carrer Atalde.

- Mercat municipal: Aquest mercat ofereix diferents tipus de productes al llarg de tot l'any i està format per carnisseries, xarcuteries, peixateries, floristeries, tendes d'ous, tendes de bijuteria i cafeteria.

## Turisme

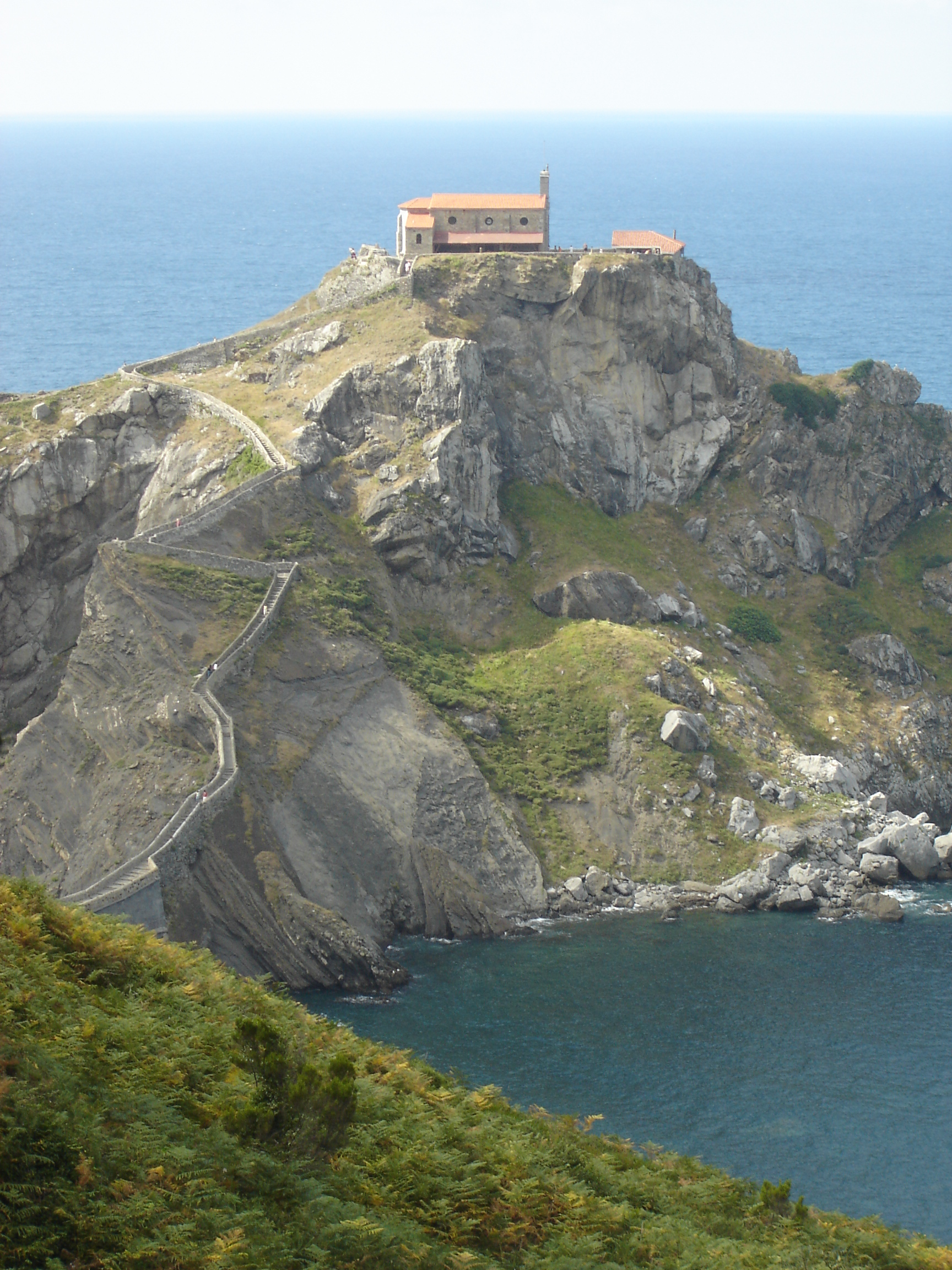
San Juan de Gaztelugatxe

### Llocs d'interès
- San Juan de Gaztelugatxe

Prenent la carretera cap a Bakio trobarem el far de Matxitxako, en el cap del mateix nom. Continuant el camí arribarem a l'illa de Akatz, al costat de la penya de San Juan de Gaztelugatxe. Aquesta penya és en si un illot unit a terra mitjançant un pont en el qual al segle xiv va haver-hi un castell i en el qual avui dia se situa l'ermita de Sant Joan.
Cada 24 de juny es realitza un romiatge des de Bermeo fins al penyal, on acudeixen centenars de persones vingudes de tota Biscaia i de molts altres llocs. El 29 d'agost se celebra una missa en honor del sant i se celebra el dia de Sant Joan degollat. El 31 de desembre, s'oficia una altra missa per acomiadar l'any. Aquest lloc és el lloc turístic d'Euskadi per excel·lència, ja que rep a milers de visitants durant l'any. L'illot i l'entorn són considerats reserva protegida.
- Illa d'Akatz

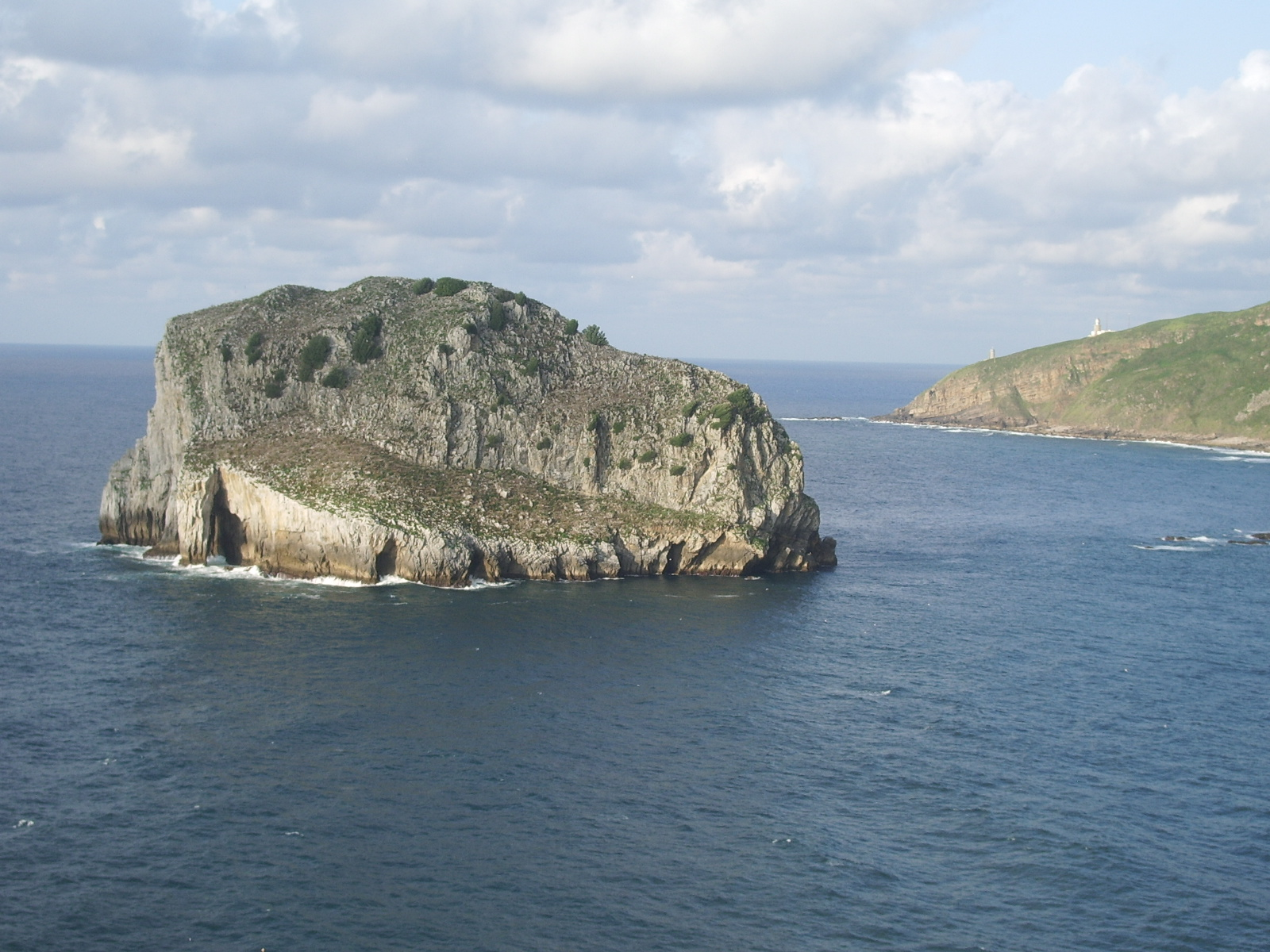
Illa d'Akatz.

Illot també conegut com a "Aketx", situat entre el cap Machichaco i San Juan de Gaztelugatxe. És un penyal, amb escassa vegetació el qual alberga una important població d'aus.
- Cap Matxitxako

En aquest cap se situa el far que porta el seu mateix nom. Existeixen el far antic, actualment en desús i el nou que és el que està en funcionament. El lloc ofereix belles vistes de tota la costa biscaïna i fins i tot es poden albirar cetacis des d'allí.
- Illa d'Izaro

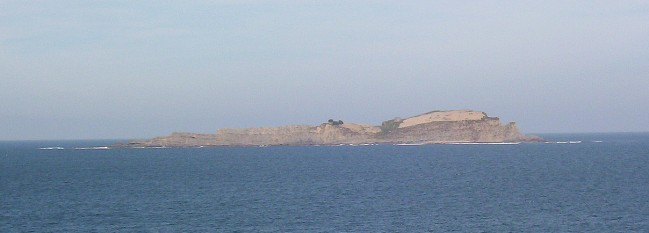
Illa d'Izaro.

Aquesta illa està situada en l'entrada a la Reserva d'Urdaibai. En la part alta de l'illa va haver-hi un convent de franciscans fins al segle xiii. Posteriorment es va construir l'Ermita de la Magdalena. Juntament amb la ria de Urdaibai és zona ecològica protegida on diverses aus nien les seves cries.
- Casc vell

Multicolors cases de pescadors amb reminiscències medievals voregen els encantadors carrers, places i port vell de Bermeo.
- Platja de Aritzatxu

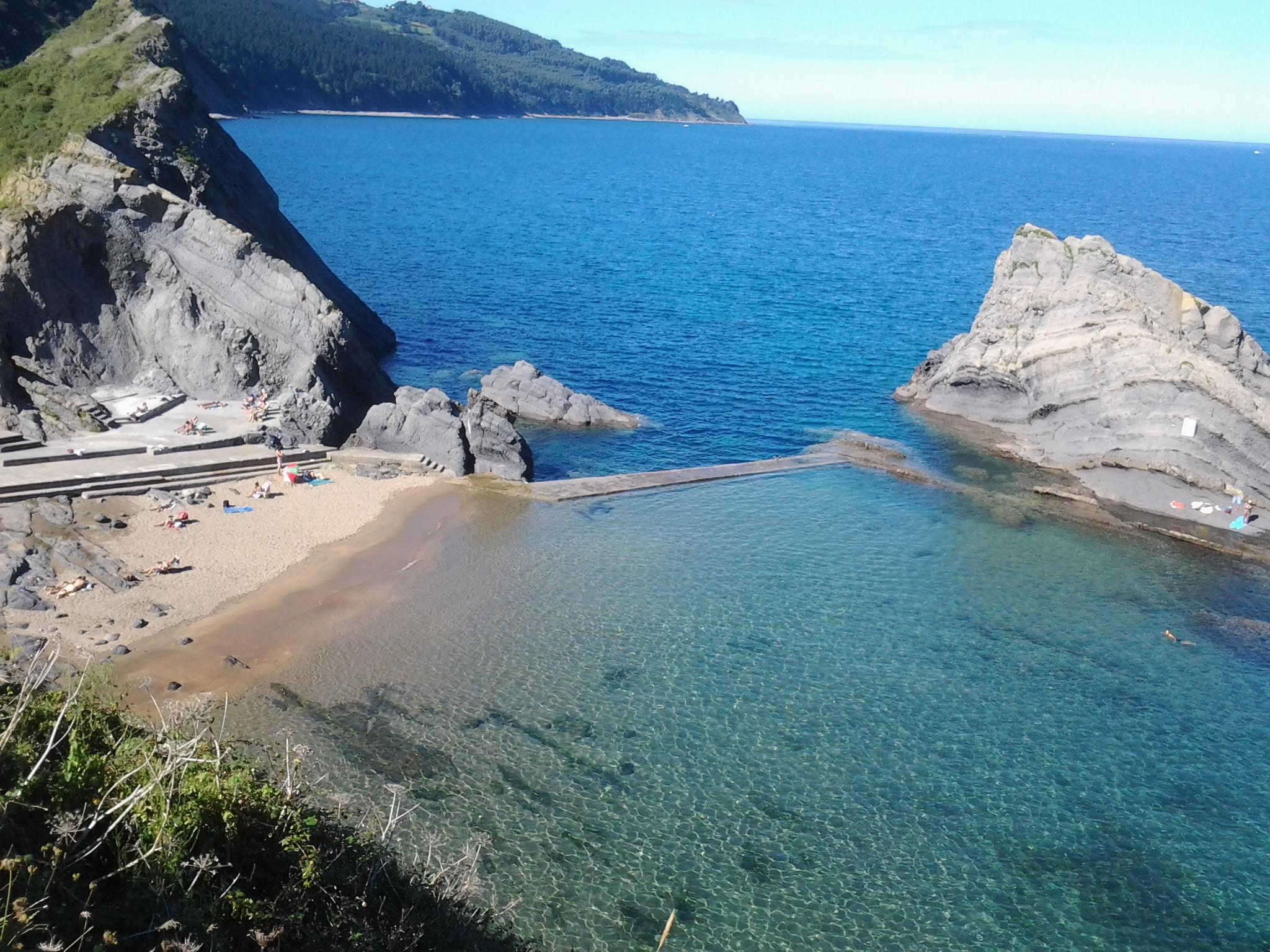
Platja de Aritzatxu

Aritzatxu és una cala de petites dimensions la qual ofereix un lloc excel·lent per prendre el sol a l'estiu i donar-se un bany en les seves netes aigües.
La platja disposa de servei de salvament, agent de platja, serveis WC i quiosquet.
- Platja de Arribolas

Platja de 5 km de llarg, formada per bitlles i sense servei de vigilància. És una platja especialment bona per a la pràctica del bussejo.

### Edificis d'interès

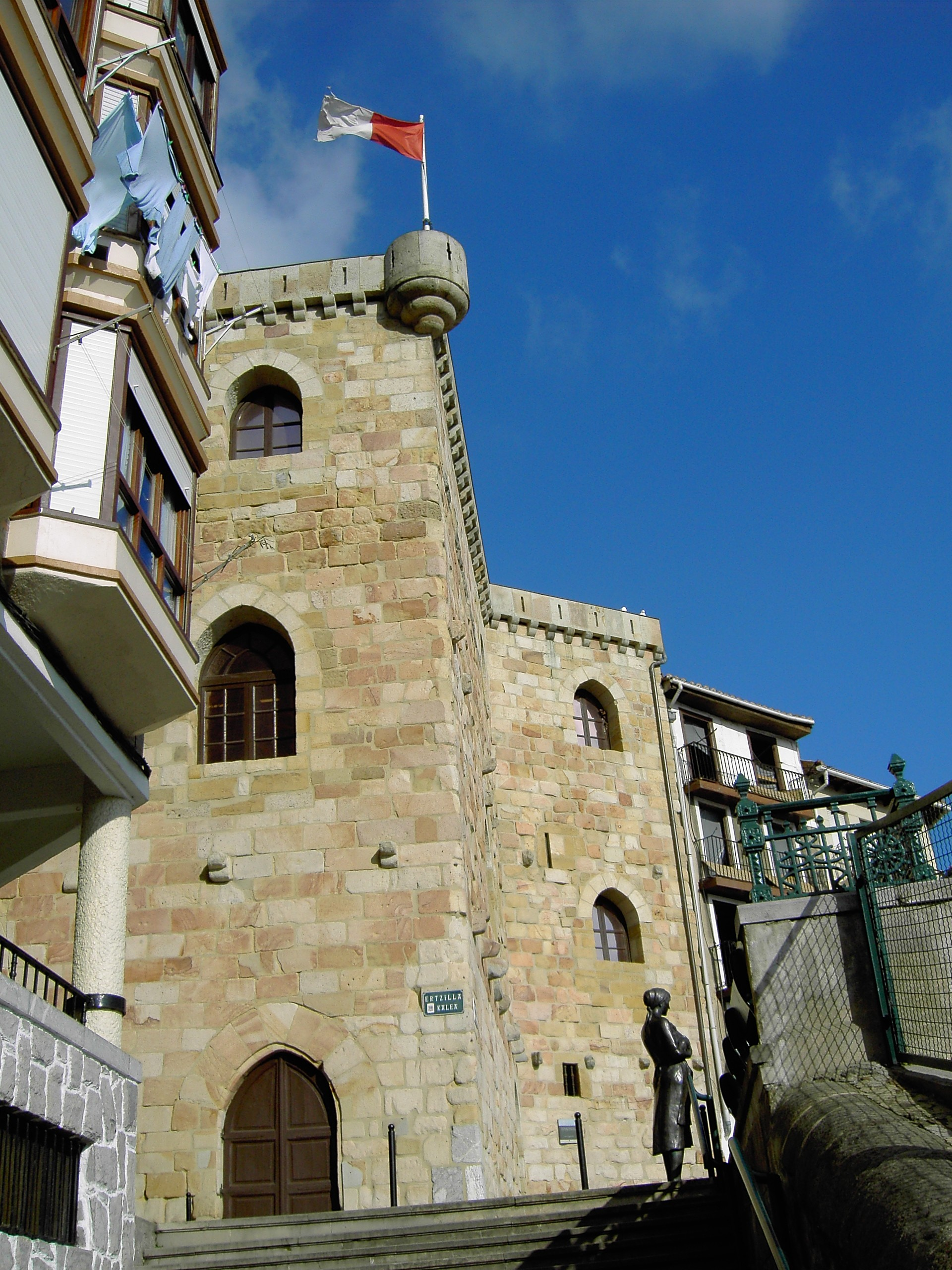
Torre Ercilla.

- Torre Ercilla (Museu del pescador)

Va ser una de les 30 torres que defensaven Bermeo en l'Edat Mitjana i l'única torre que queda en peus. Està situada estratègicament sobre el port vell i va ser construïda a la fi del segle xv. És una casa-torre, la llar dels Ercilla. D'aquest llinatge són famosos Fortún García de Ercilla i Alonso de Ercilla i Zúñiga, autor de l'Araucana. Durant segles la torre va ser descurada, oblidant-se la seva comesa militar; va servir de llotges, casa de pescadors i magatzems de peix. L'any 1948 es va reformar la façana, trobant-se arcs gòtics i sageteres, i la hi va nomenar Museu del Pescador. En 1984 i 1985 es van fer més reformes, canviant el cadirat de la façana.
- El Casino

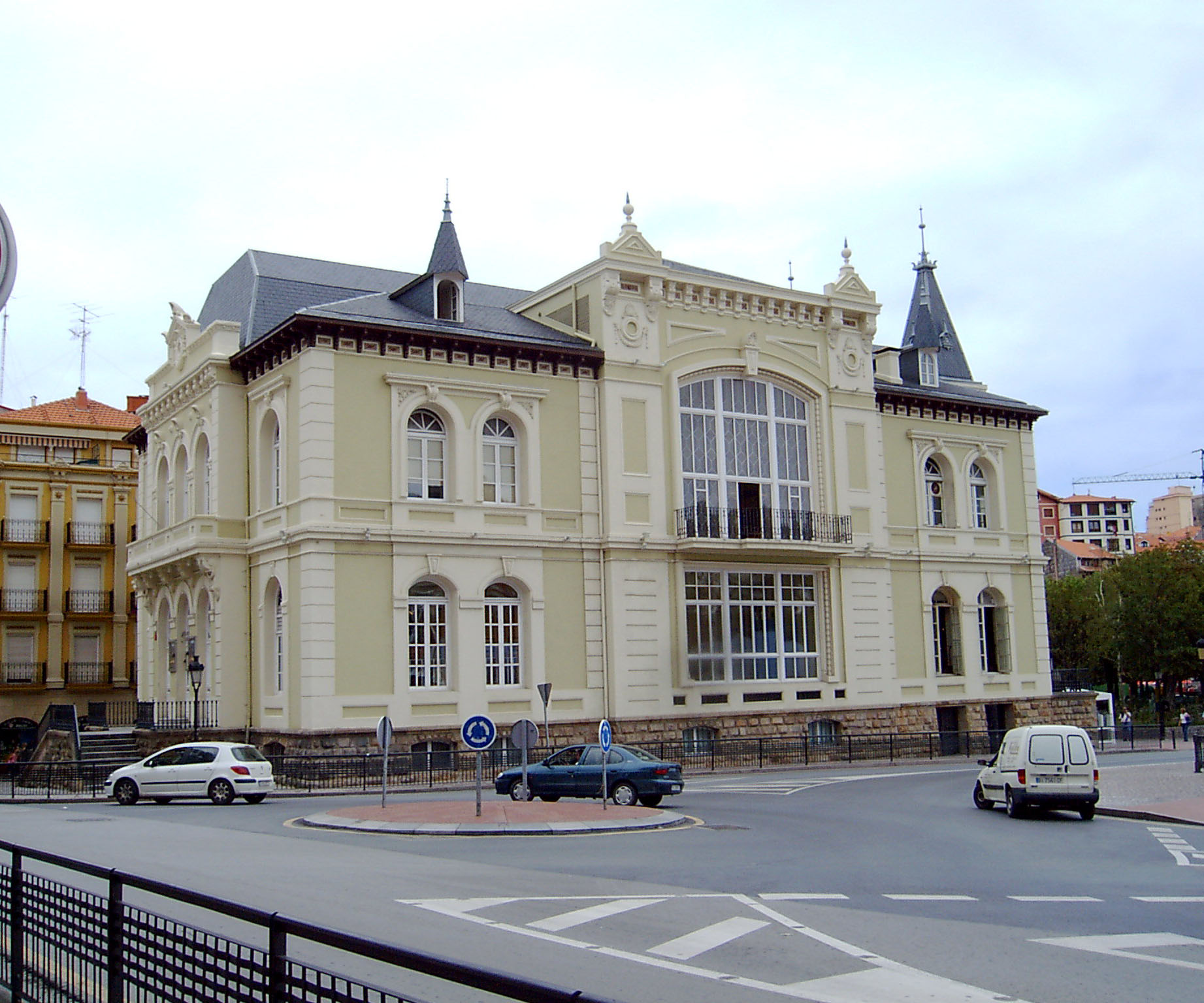
El Casino

Obra de Severino Atxukarro. Es va edificar en 1894 i es va esfondrar en 1983 a conseqüència d'unes inundacions. Reedificada de nou, aquesta obra és considerada dins de l'eclecticisme. Està situat al Parc Lamera. Les diferents zones de l'edifici s'utilitzen per a diverses activitats, d'una banda es troba la sala d'exposicions i conferències "Nestor Basterretxea" i per un altre hi ha un restaurant que acull l'espai central de l'edifici. En el costat oposat hi ha un bar irlandès i una cafeteria.
- Ajuntament

Situat a la plaça Sabino Arana Goiri va ser erigit en 1732. En la seva façana es poden observar dos rellotges solars i és també considerat Monument Històric Artístic.
- Casa Kikunbera

La podem catalogar dins del "Racionalisme basc". És un edifici l'estructura del qual ens recorda a la d'un vaixell i va ser declarada Monument Històric Artístic en 1995.
- Batzoki

És una construcció d'estil modernista, obra de Pedro Ispizua.

### Esglésies i monuments

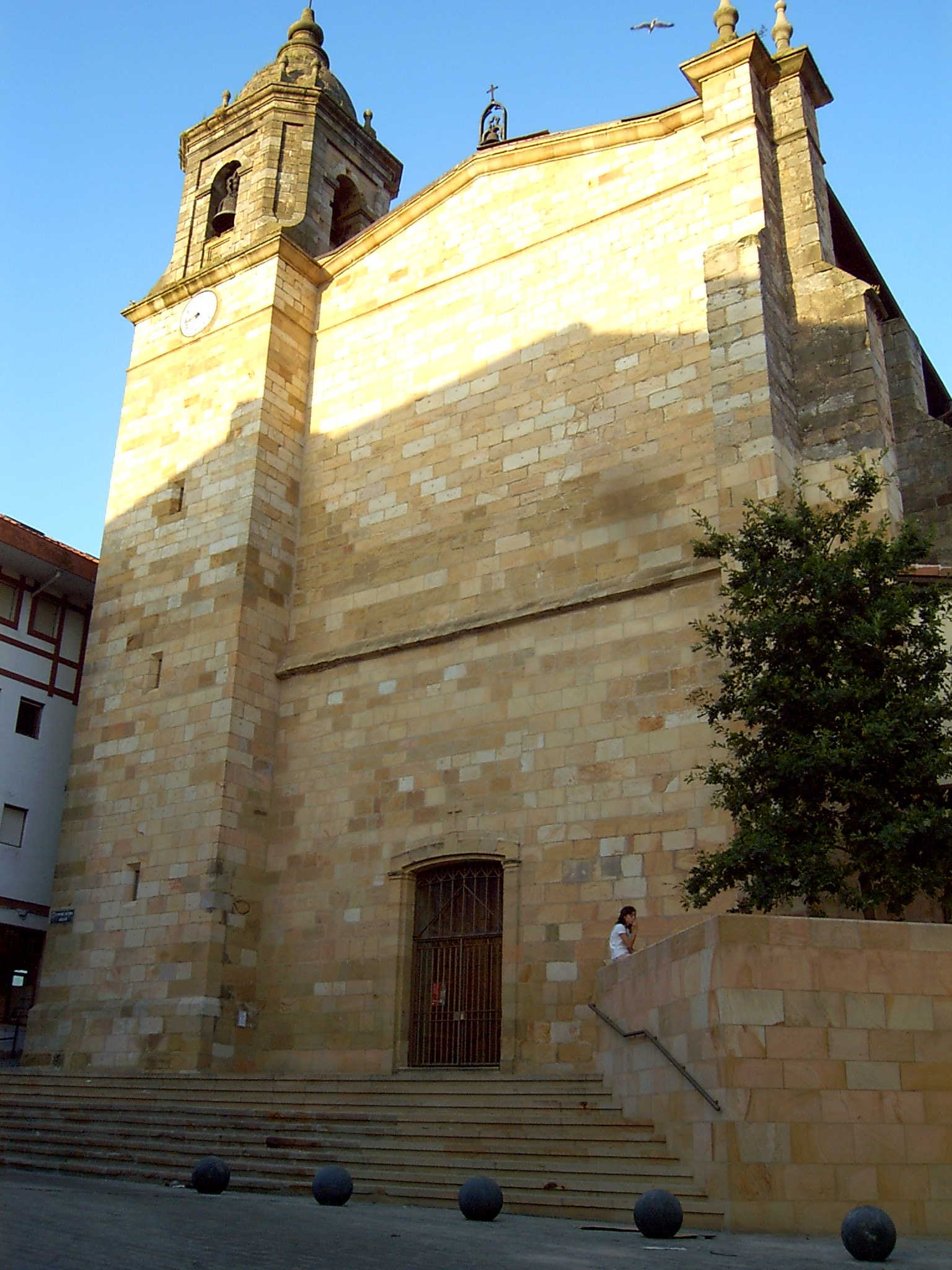
Església de Santa Eufemia

- Convent i església de San Francisco

El convent de San Francisco es troba extramurs des del 30 de gener de 1357. El convent es forma d'una església gòtica, un claustre i la residència. Anys més tard el papa va voler tancar el convent però sense resultats.
Església: Es tracta d'un rectangle de 12 d'amplària per 48 de llarg i de 21 metres d'alto.d'una sola nau gòtica del segle xvi. La nau de set trams amb voltes de crucería simple amb capelles als seus costats. El seu retaule és barroc. En el cor hi ha un gran òrgan de l'any 1914 i una rosassa de petites dimensions. L'església té una llarga història ja que va ser cremada al segle xix pels anglesos i reconstruït.
Claustre: És un quadrat(14x14)i és l'element més destacable del recinte.Més antiga que l'església és l'element més antic i el més bello.el jardí que simula el Edén està voltat per una fila d'arcs ogivals. En comptes de voltes té simples bigues de fusta que suporten el pes dels pisos superiors.Durant els segles la residència es va modificar per exercir de caserna, escola nàutica, jutjat... i en el claustre solia haver-hi el mercat de proveïments. Recentment ha estat comprat per l'ajuntament i s'ha renovat.
- Església de Santa Eufemia

Situada al costat del port vell de la vila, és l'església més antiga i a més la més important, doncs els antics reis viatjaven allí per jurar, per tant és una església juradera, heus aquí la importància. Del segle xiii es creu que es va fundar al mateix temps que la vila perquè els fidels ho necessitaven. Les seves dimensions són de llarg 26 m d'ample 12 m i d'alt és aprox. 20 m. Disposa d'una torre barroca del segle xviii i retaule neogòtic. Entre el seu mobiliari cal destacar el sepulcre dels Mendoza. A causa de diversos incendis que ha sofert la vila l'actual edifici és del segle xv. A aquest se li va acoblar un pòrtic però l'any 2000 es va esfondrar en una reforma de l'església perquè aquesta conservés el seu aspecte original, osease sense pòrtic.

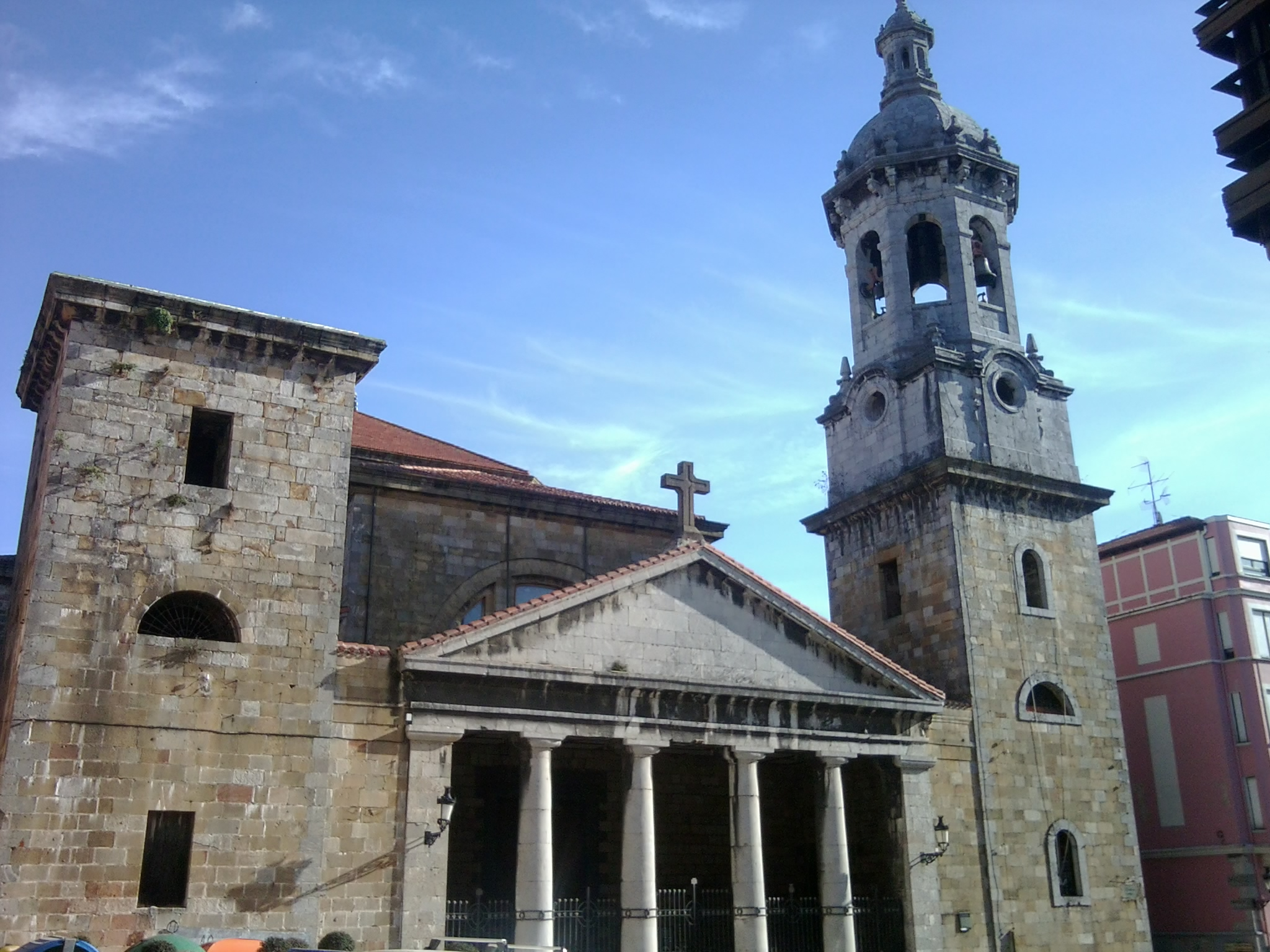
Església de Santa Maria de la Asunción

- Església de Santa María de la Asunción

Es tracta de l'església més nova de Bermeo, construïda a mitjan segle xix per l'arquitecte Silvestre Pérez. Aquesta es va construir, ja que la seva predecessora l'església Santa María de la Tala a causa d'un molt mal estat de conservació, es va haver de derruir, i a causa de la gran quantitat de fidels de Bermeo les altres dues esglésies no podien albergar-los a tots. Iniciades les seves obres en 1823 i encara que van acabar en 1858 no ho van inaugurar fins a 1866, així i tot no estava completada ni per dins ni per fora amb la pressa que tenien per reemplaçar a la vella església de la Tala. Per exemple, la torre es va acabar en 1899. L'edifici és neoclàssic, amb dues torres als costats, el costat dret té un campanar l'altre no es va arribar a construir. Flanquejats per les torres es troba el pòrtic que s'accedeix a través d'una fila de columnes que serveixen de base al frontó triangular de damunt. Aquest edifici recorda més a un temple romà o grec que a una església catòlica. La planta és de creu grega amb una gran cúpula octogonal que remata en el centre. Entre els arcs que subjecten la cúpula hi ha quatre retaules i en l'entrada als costats hi ha dues capelles.
- Santa María de la Tala

Construïda l'any 1310 i esfondrada pel seu mal estat al segle xviii, va ser construïda en l'emplaçament de l'actual hospital psiquiàtric. L'església Santa Eufemia ja no podia albergar a la creixent ciutat de l'època del segle xiii que estava en el seu auge van decidir edificar una nova església més gran que Santa Eufemia situada en la Talaia. Una església de grans proporcions de tres naus amb dues torres en la façana.
- Centre d'interpretació de la pesca de la balena "Aita Guria"

Es tracta d'una recreació d'un vaixell balener del segle xvii, situat en el moll Artza. Existeixen visites guiades per visitar el vaixell.
- Porta de Sant Joan

Porta de Sant Joan vista des de l'interior de la muralla. Al segle xiv, època de major explendor de Bermeo, la vila es va emmurallar per a la seva defensa. Aquesta muralla amb set portes de les quals només es conserva aquesta. Són cridaneres la seva estructura i l'amplària del mur.

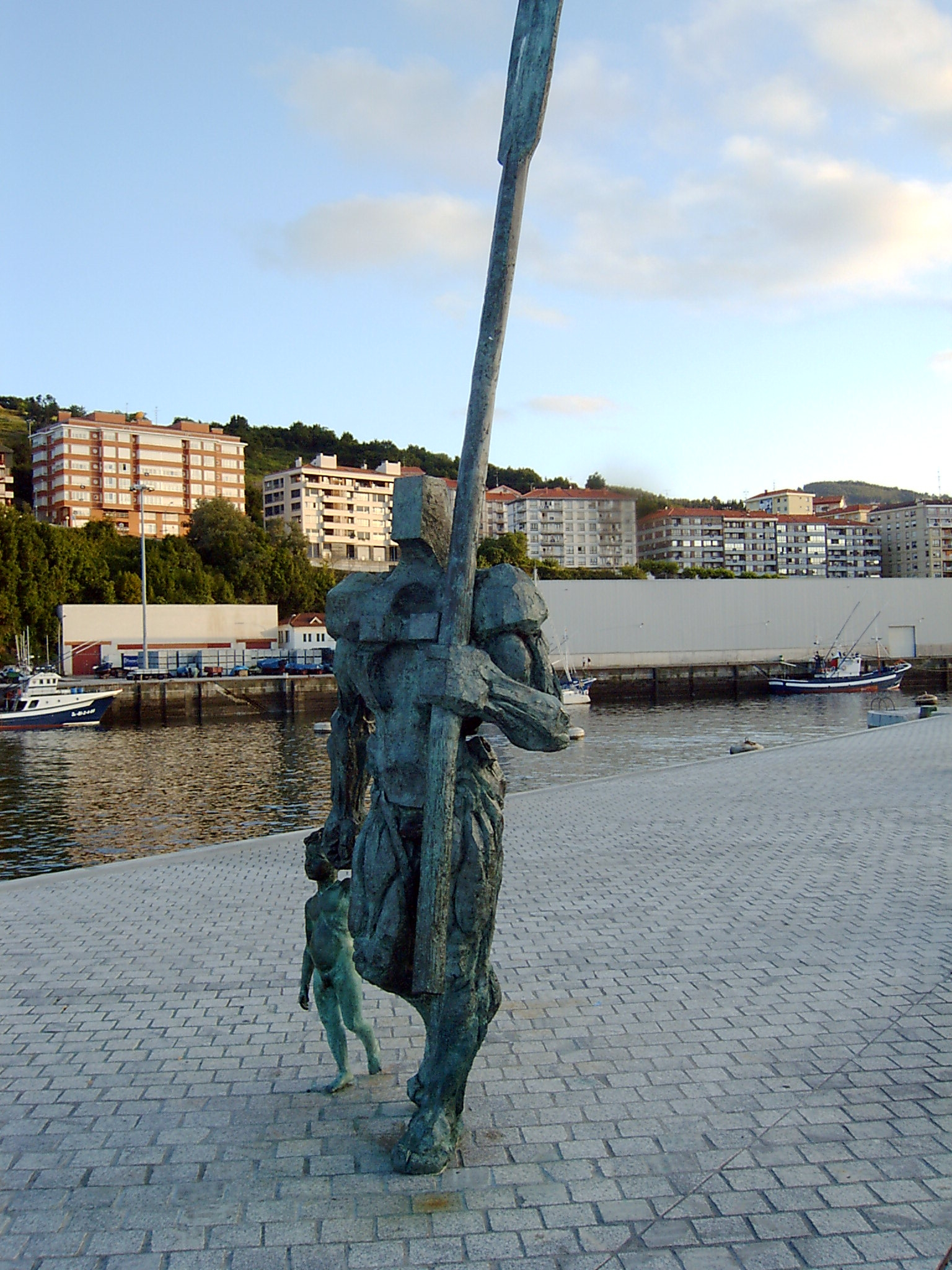
Escultura "El Retorn"

### D'altres
Existeixen diverses escultures en homenatge a artistes, a personatges importants per a la vila, els mariners i els agricultors.
- "El Retorn": escultura en homenatge als mariners de la vila, situada en el moll del fanal verd
- "Homenatge al pintor Benito Barrueta": escultura erigida en la Tala
- "Tornen": es tracta d'unes escultures que representen a una família visualitzant l'horror viscut el 12 d'agost de 1912 en la localitat, a causa d'una galerna; està situat en la Plaza Torrontero
- "Els Baserritarras": es tracta d'un parell de figures que rememoren les visites que els agricultors feien a la vila buscant vendre el collit. Estan construídas en homenatge a ells i la seva labor; es troba a la plaça Taraska
- "Homenatge a la batalla de Matxitxako": es tracta d'una escultura erigida en els voltants de San Juan de Gaztelugatxe.

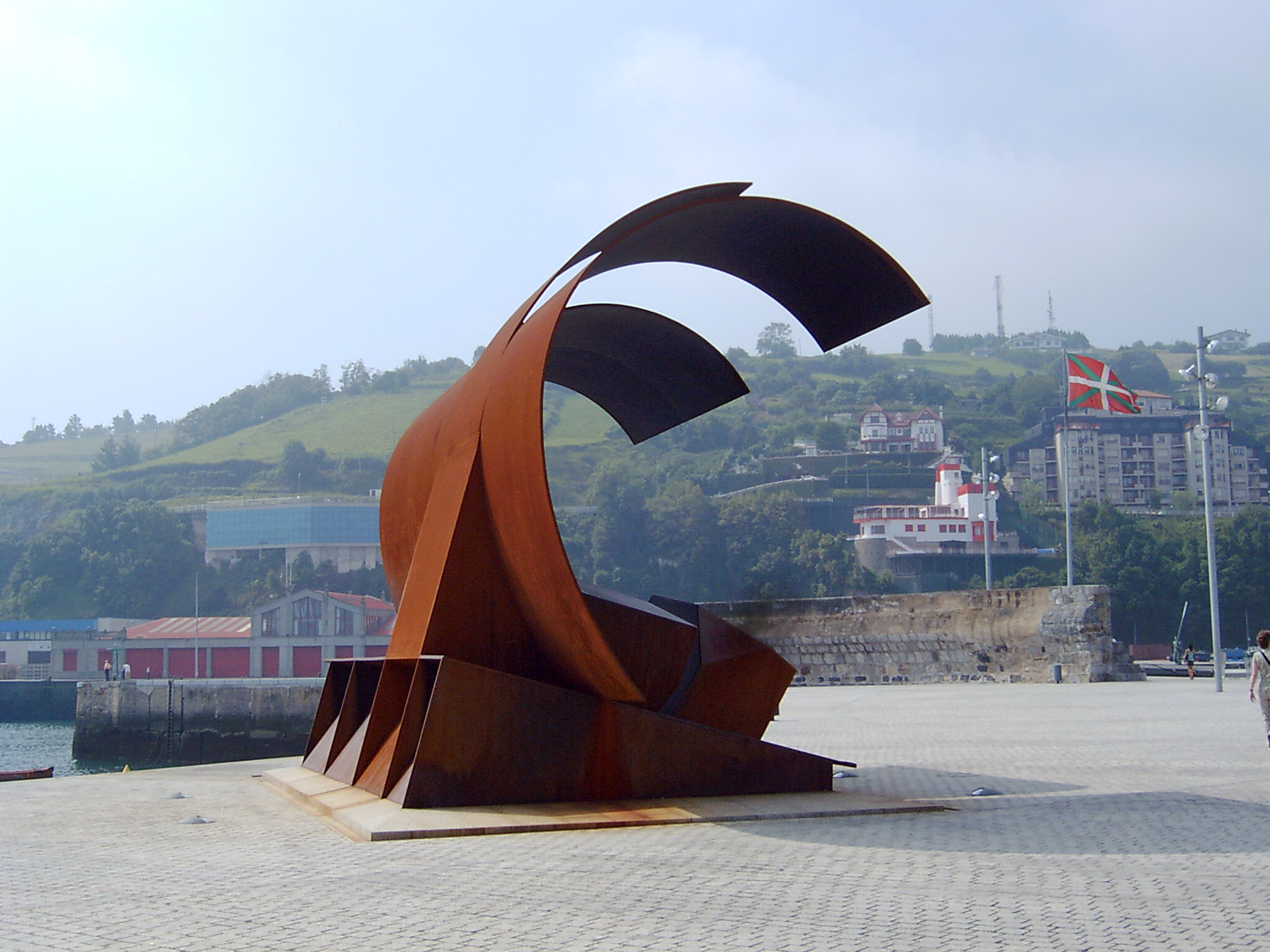
"L'Ona", escultura de Nestor Basterretxea.

- "L'Ona": obra de l'escultor Nestor Basterretxea, dedicada a la vila de Bermeo i als seus ciutadans; es troba al Port Vell
- "Xixili": figura de la bella sirena popular en la localitat; es troba en el moll que porta el seu mateix nom i que dona entrada al port de Bermeo
- "Venedores de Peix": escultures dedicades a la labor que les dones venedores de peix realitzaven; es troba prop de l'Arc de Sant Joan
- "L'última ona, l'últim respir": escultura de Enrike Zubia, situada en el Port Vell
- "Escultura Alonso Ercilla": bust dedicat a Alonso de Ercilla. Autor de la "Araucana" els pares de la qual eren de Bermeo
- Cosmogonia basca: conjunt d'escultures de l'artista Nestor Basterretxea; es troba al Parc Lamera

## Galeria d'imatges

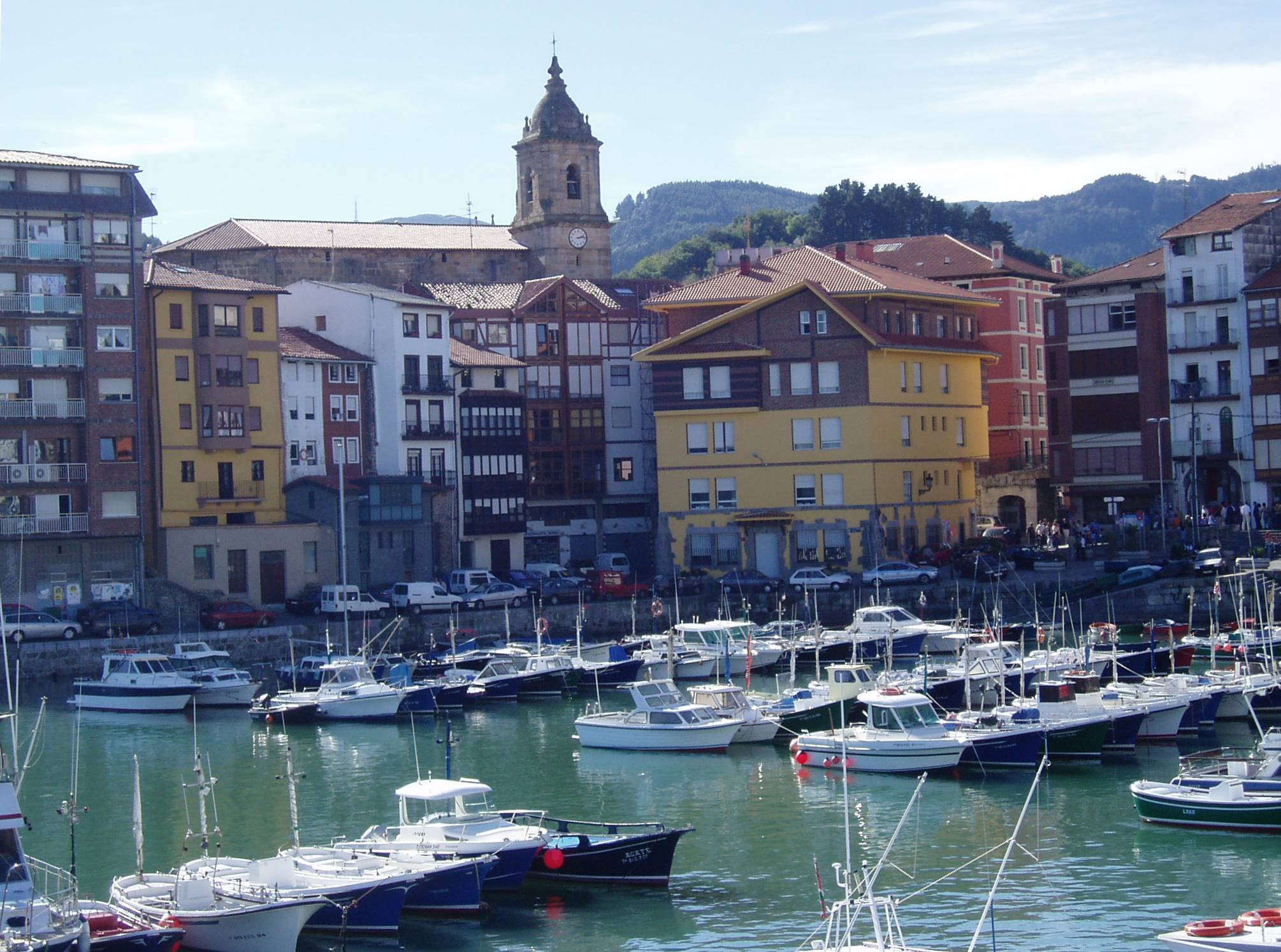
Port vell
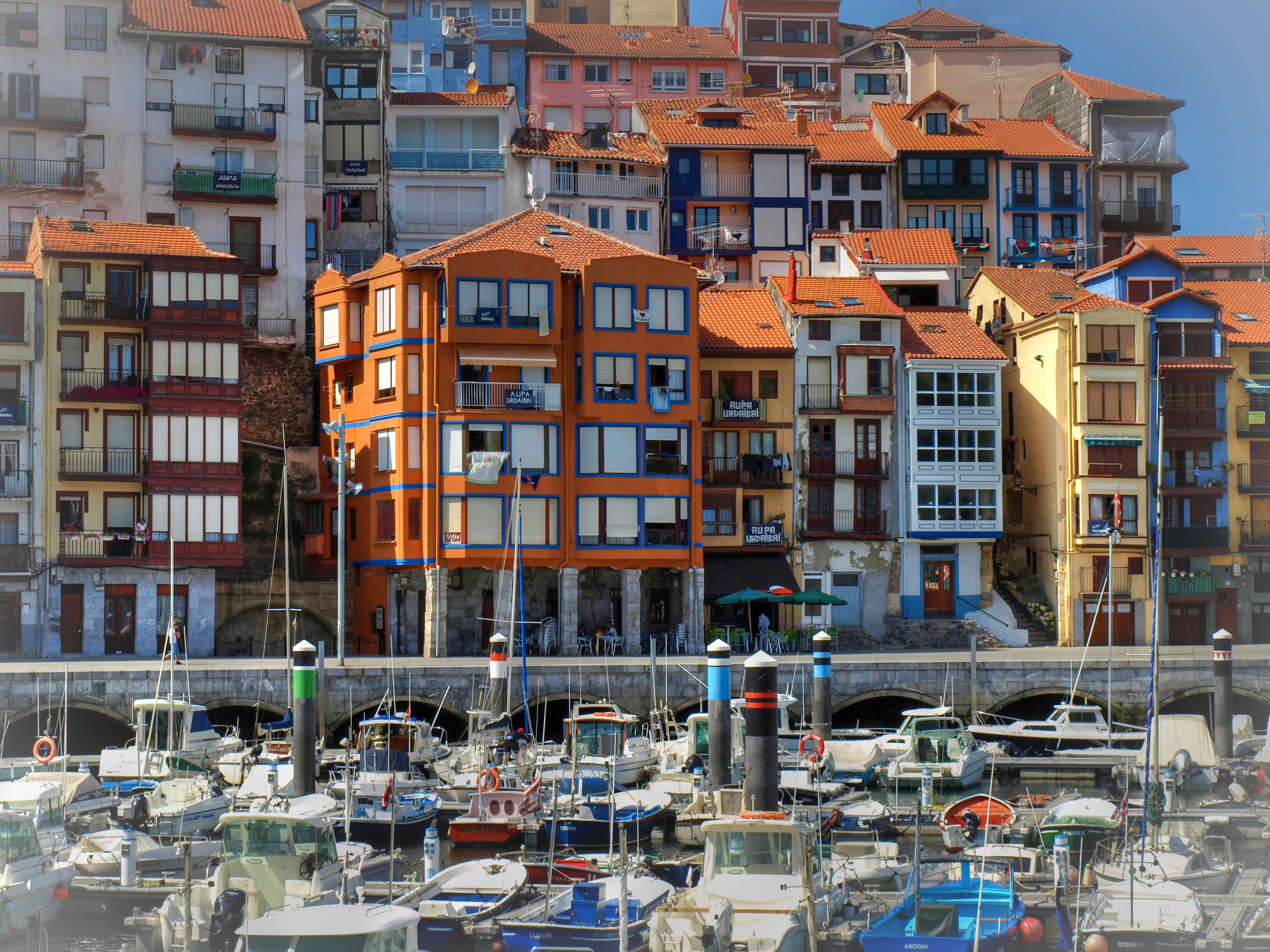
Port vell
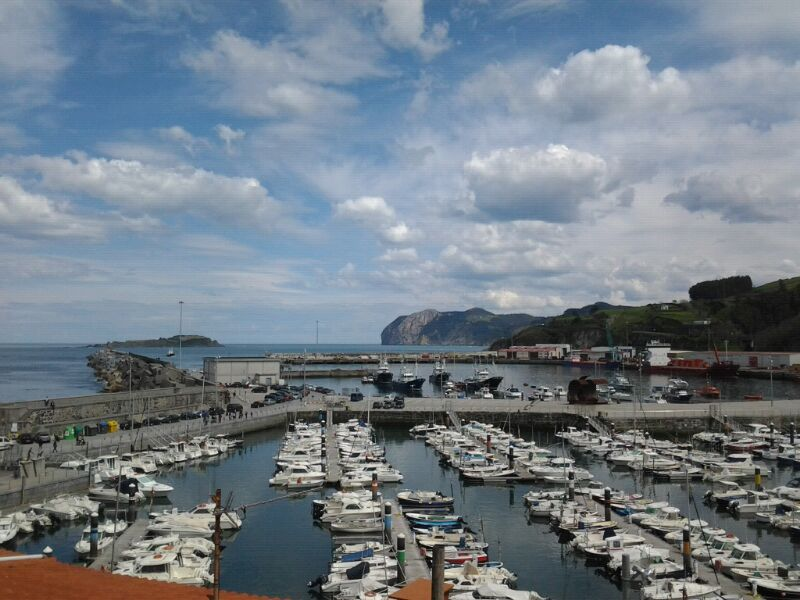
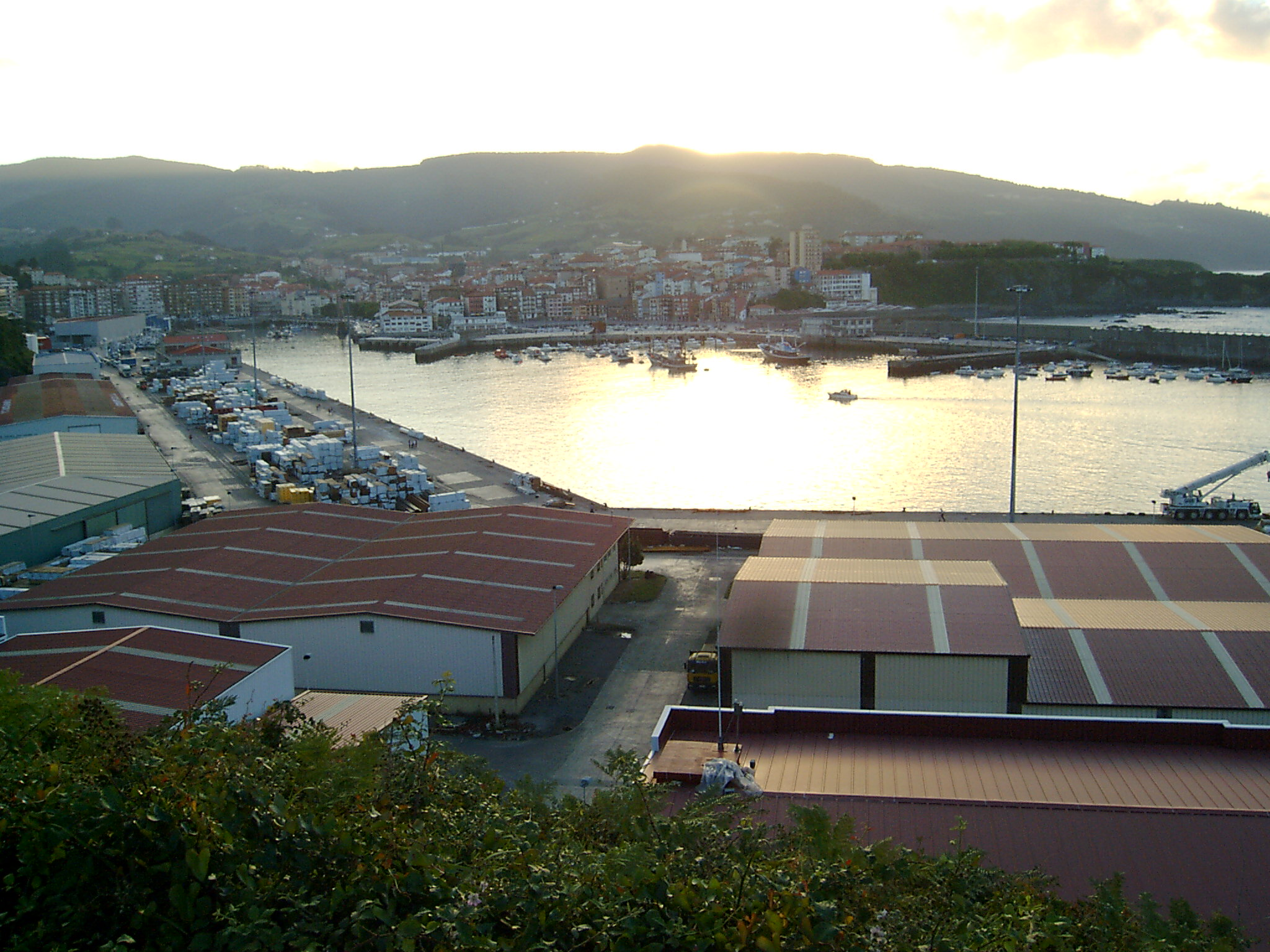
Port comercial
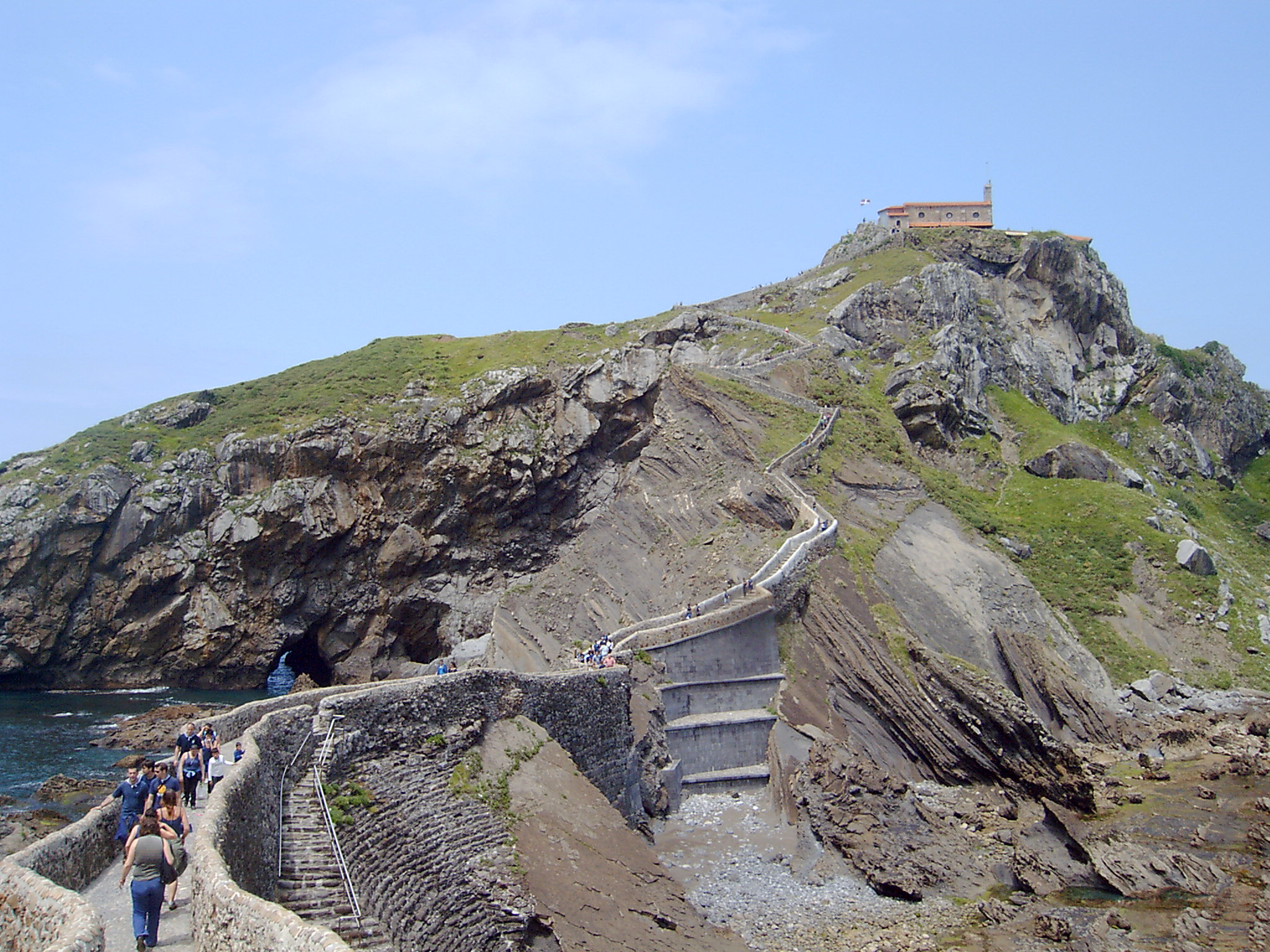
San Juan de Gaztelugatxe
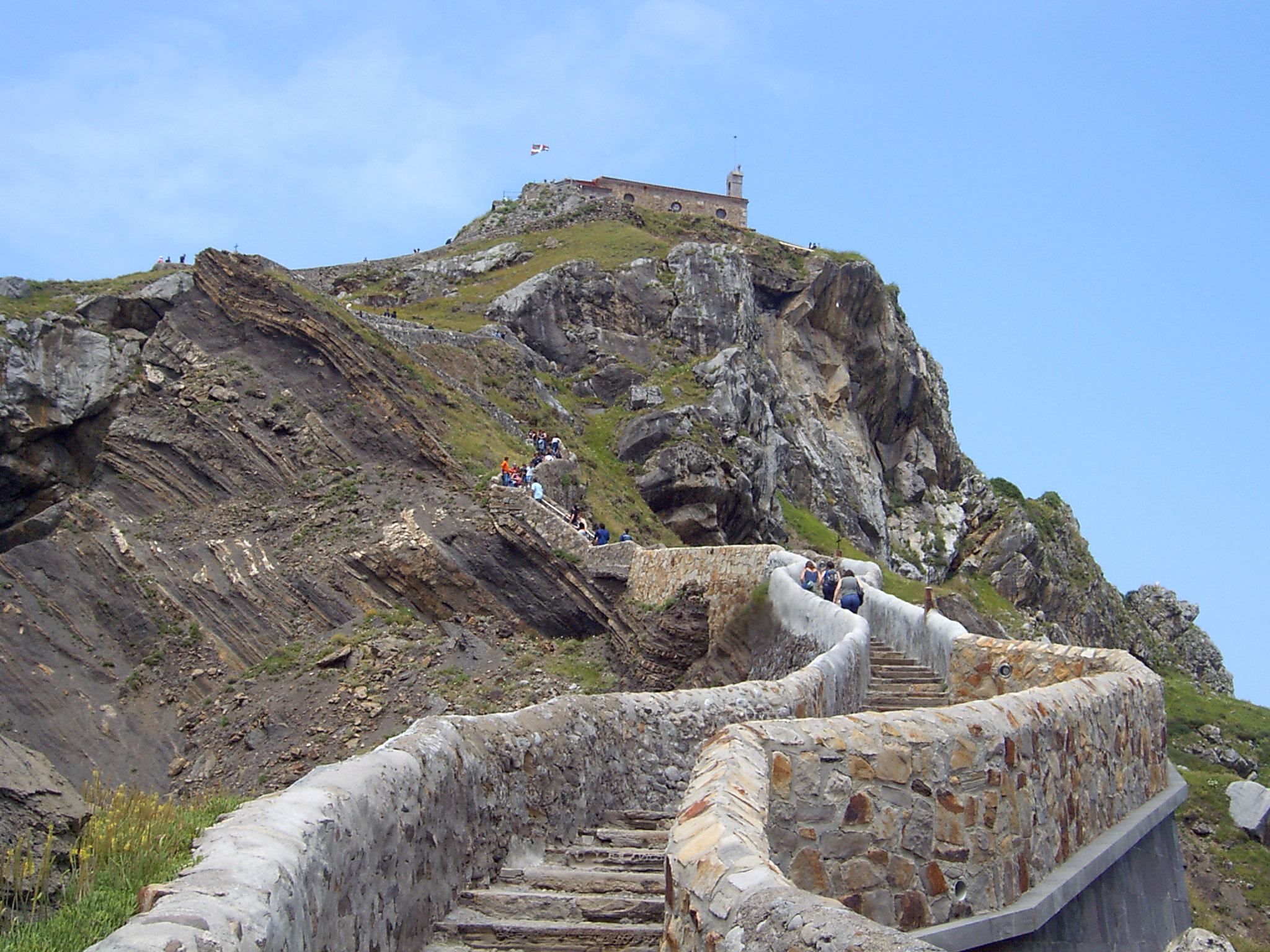
Escales de San Juan
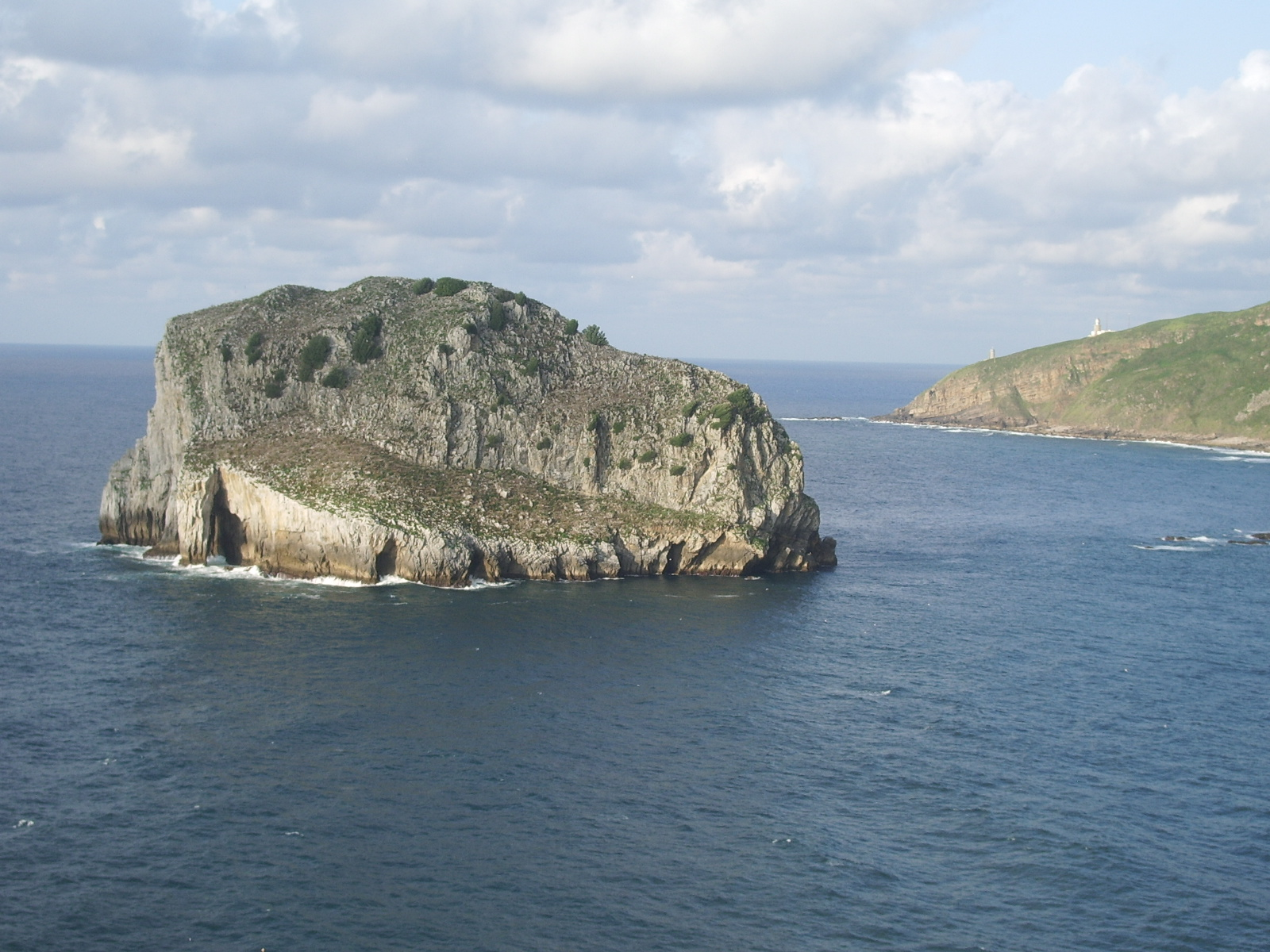
Illa de Akatz
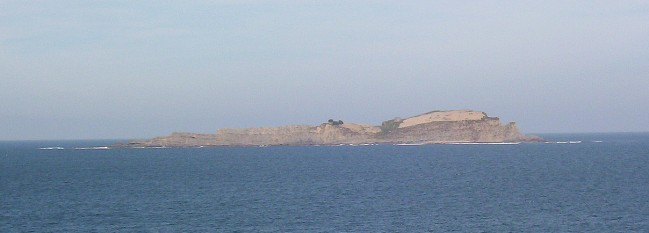
Illa de Izaro
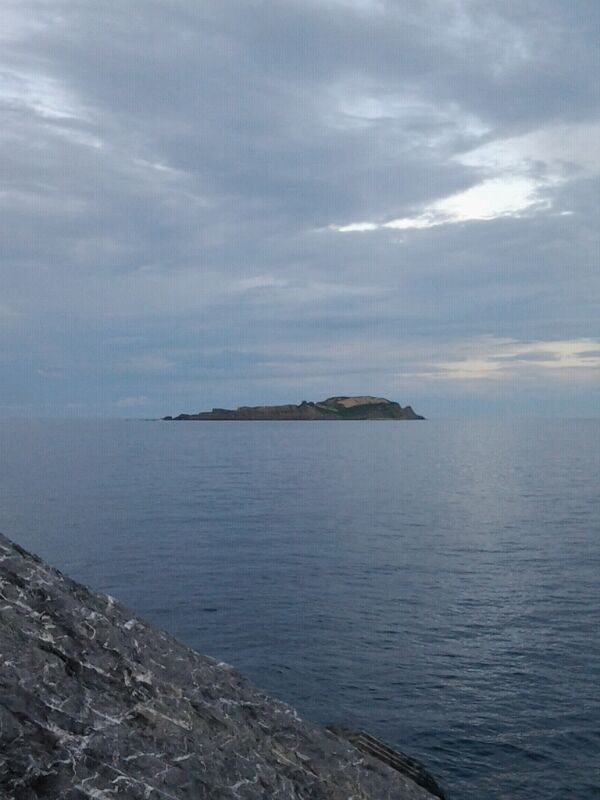
Illa de Izaro
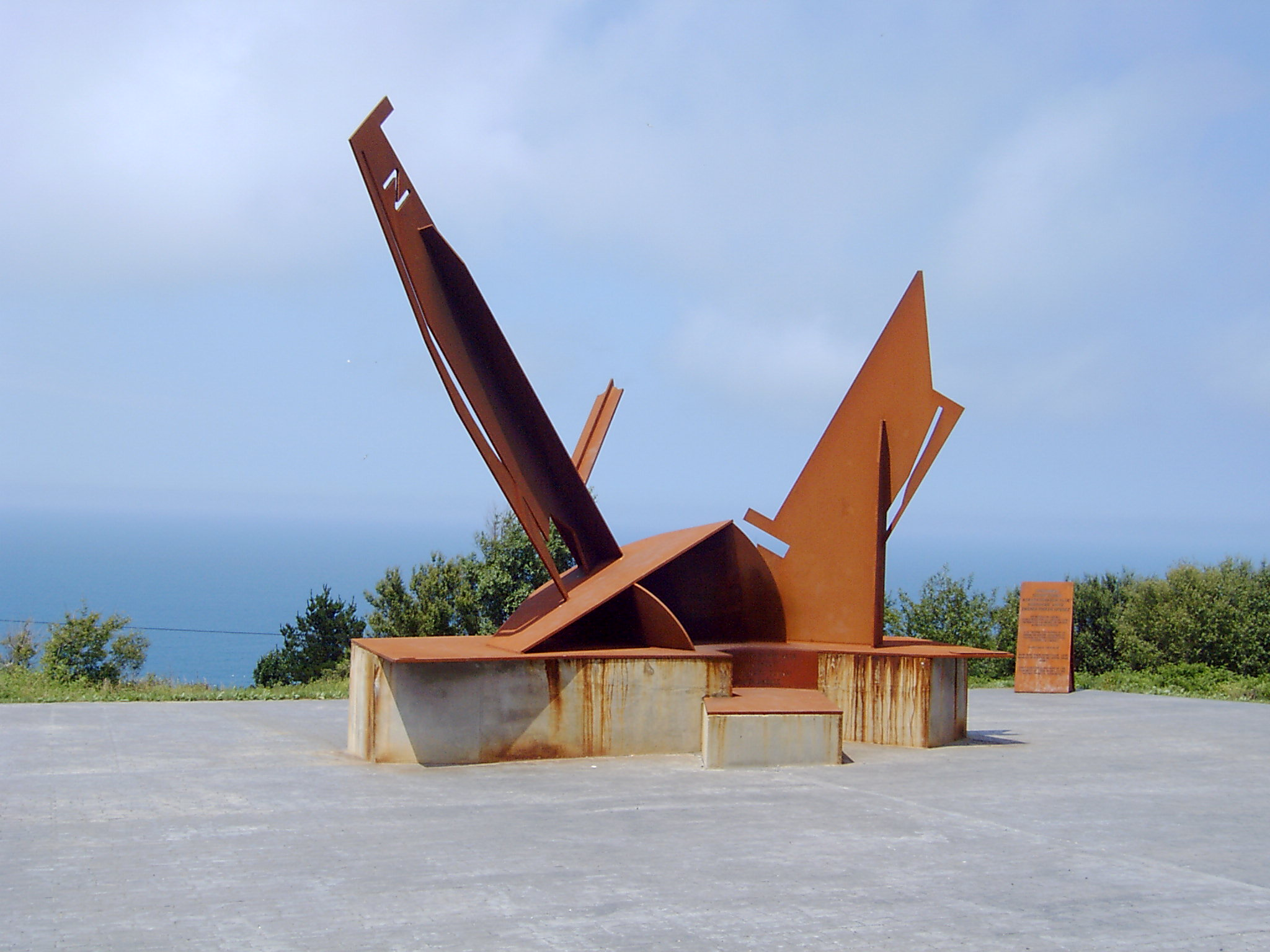
Monument als morts en la batalla de Machichaco
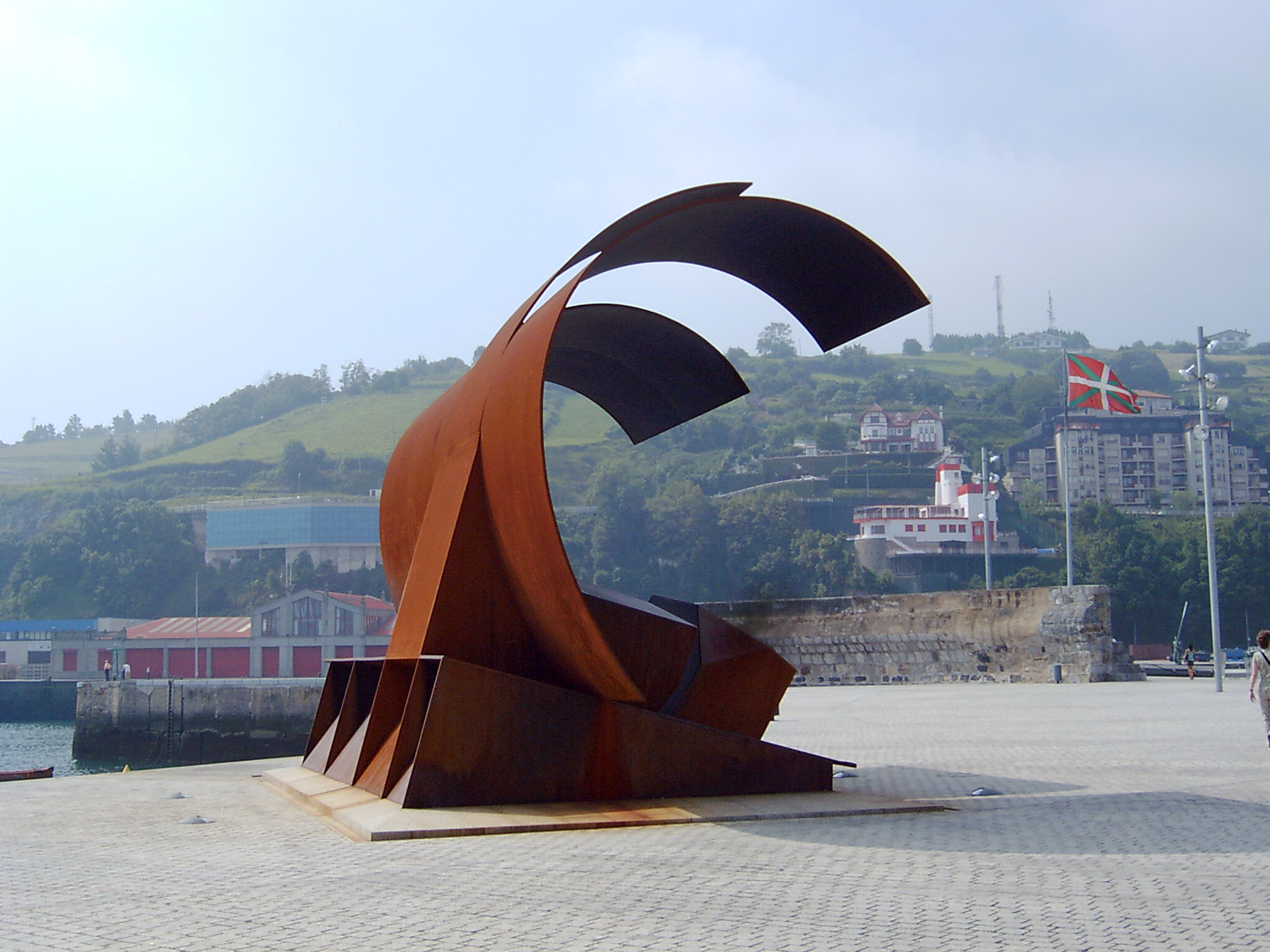
Escultura "La Ola"
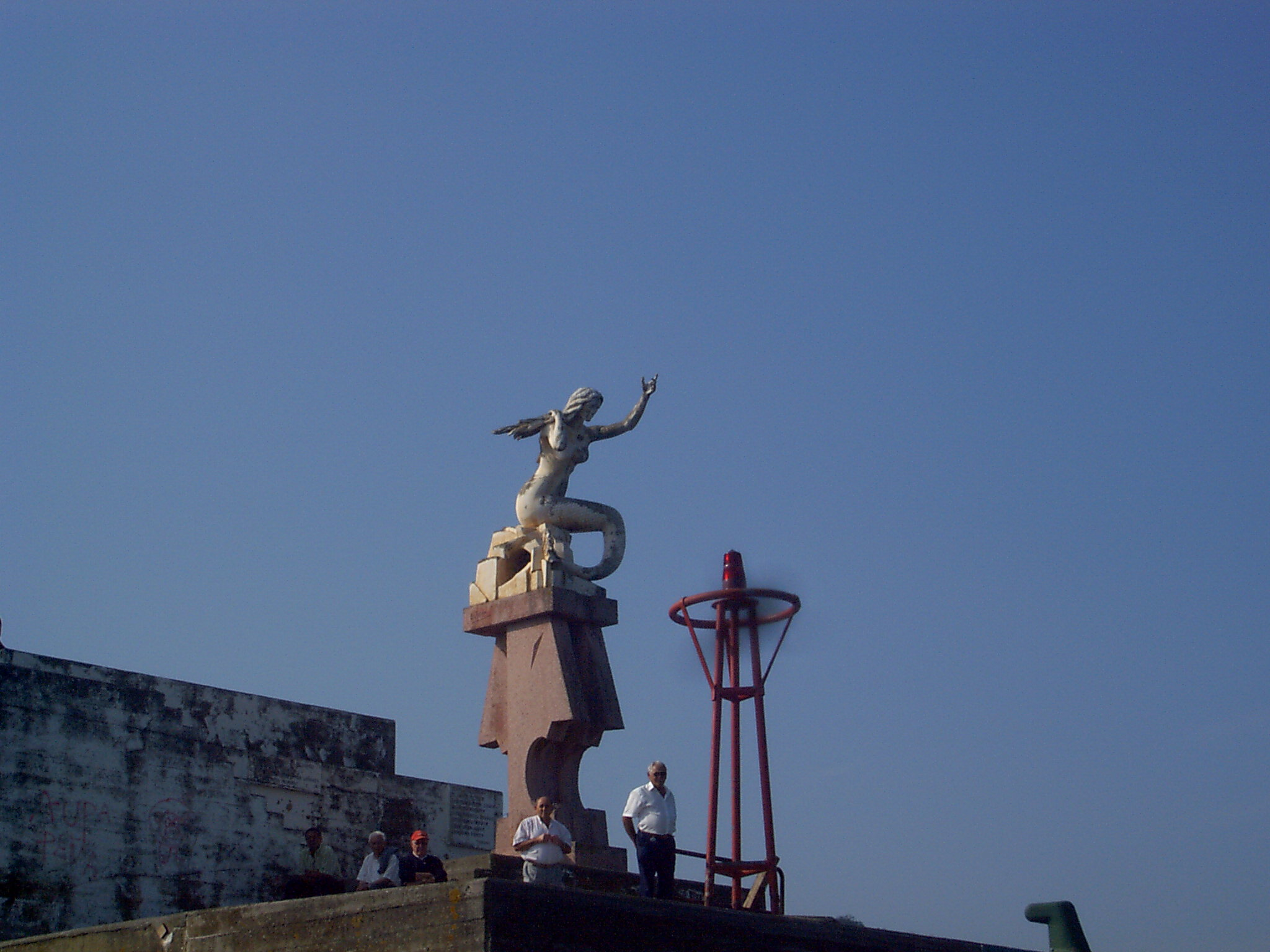
Xixili
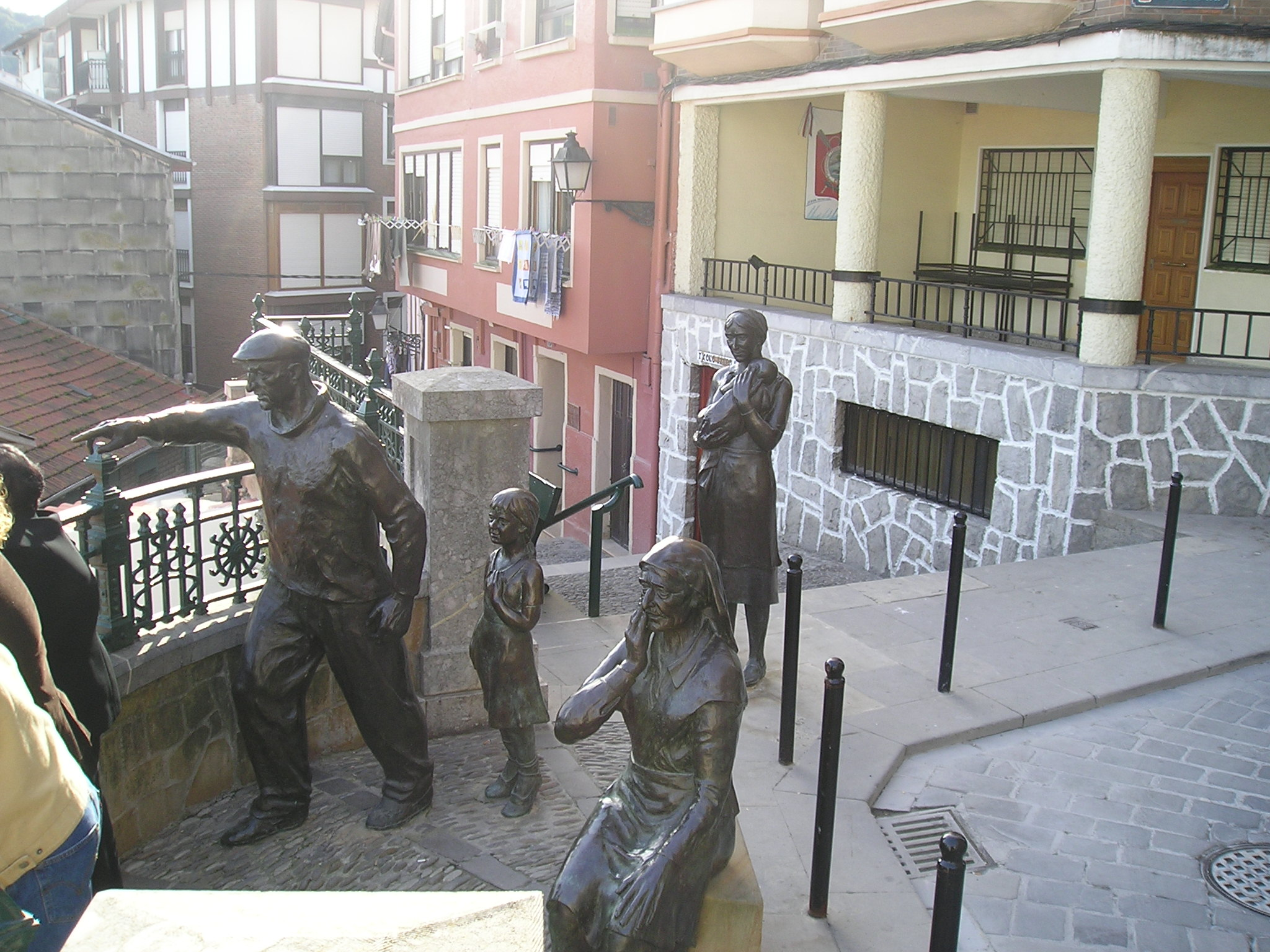
Escultura "Badatoz" (Tornen)
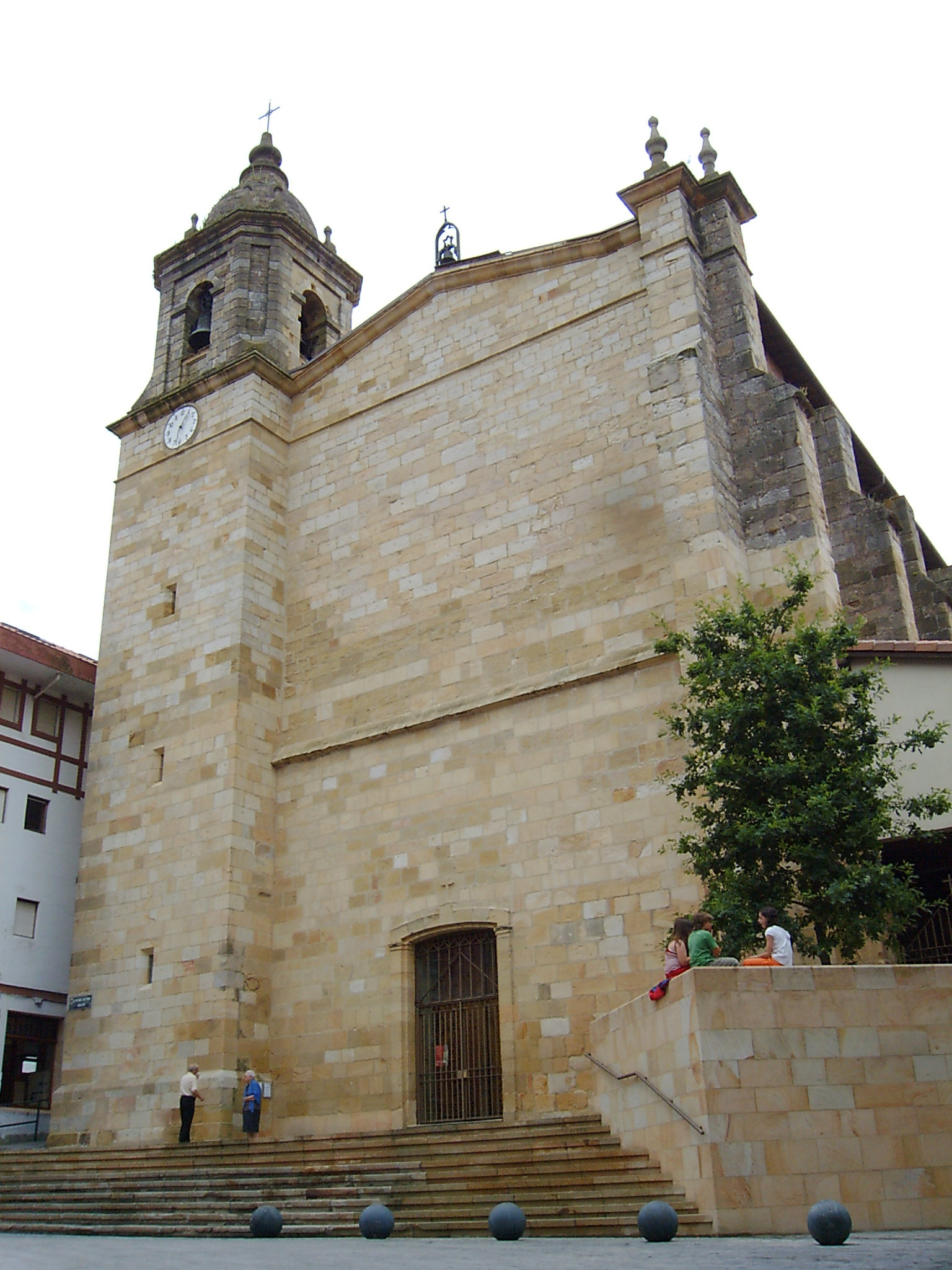
Església de Santa Eufemia
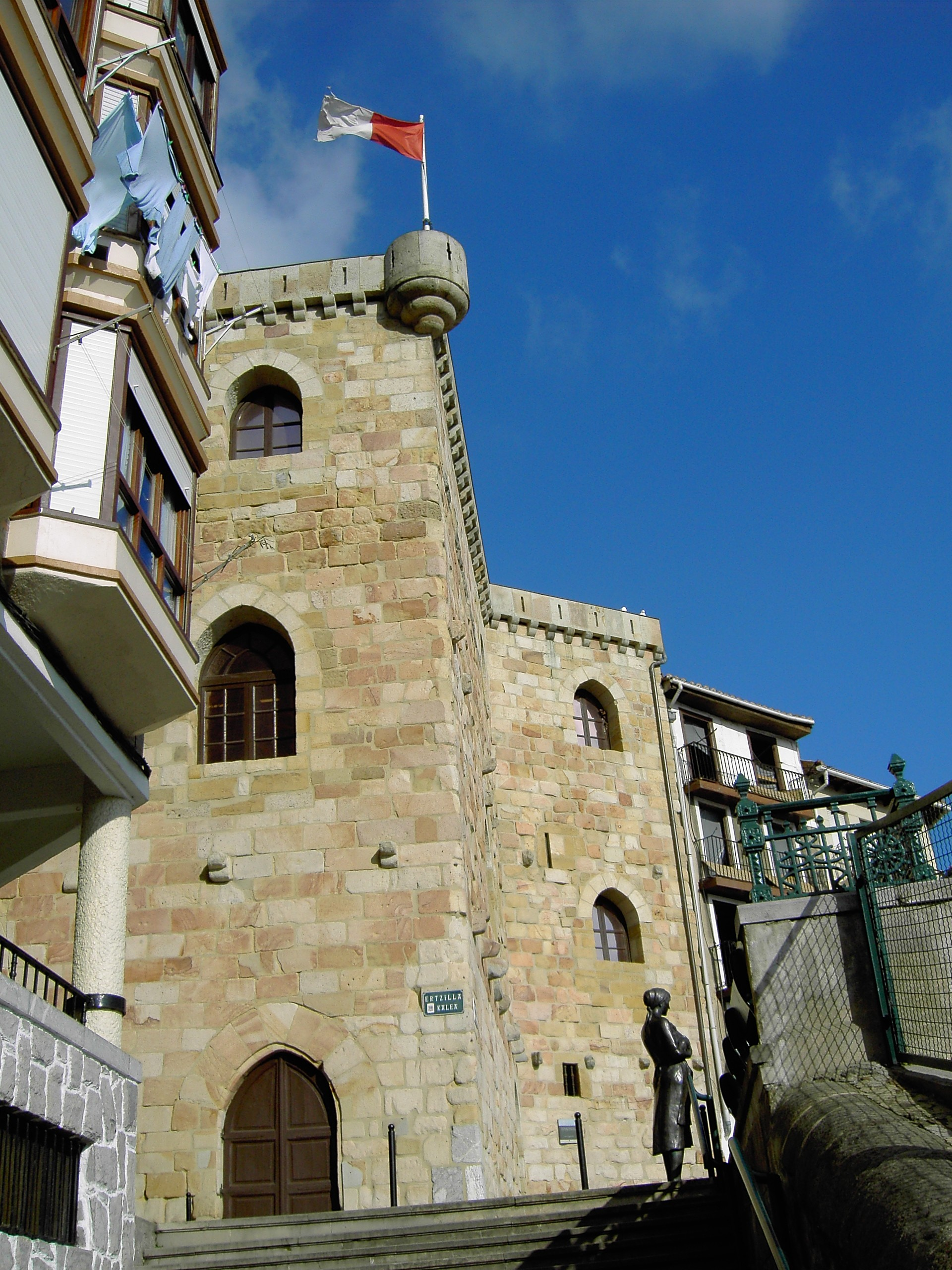
Torre de Ercilla
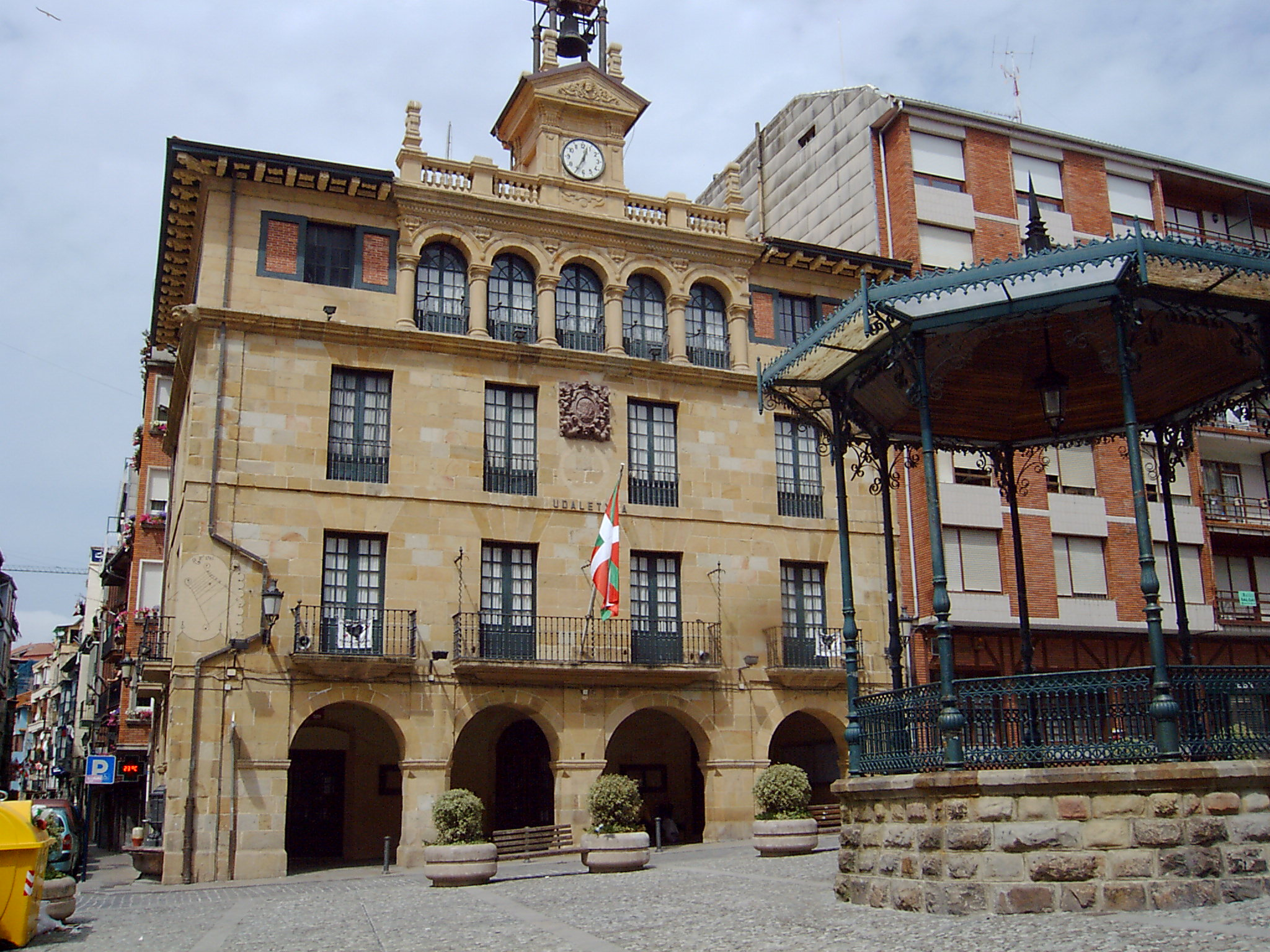
Casa consistorial de Bermeo
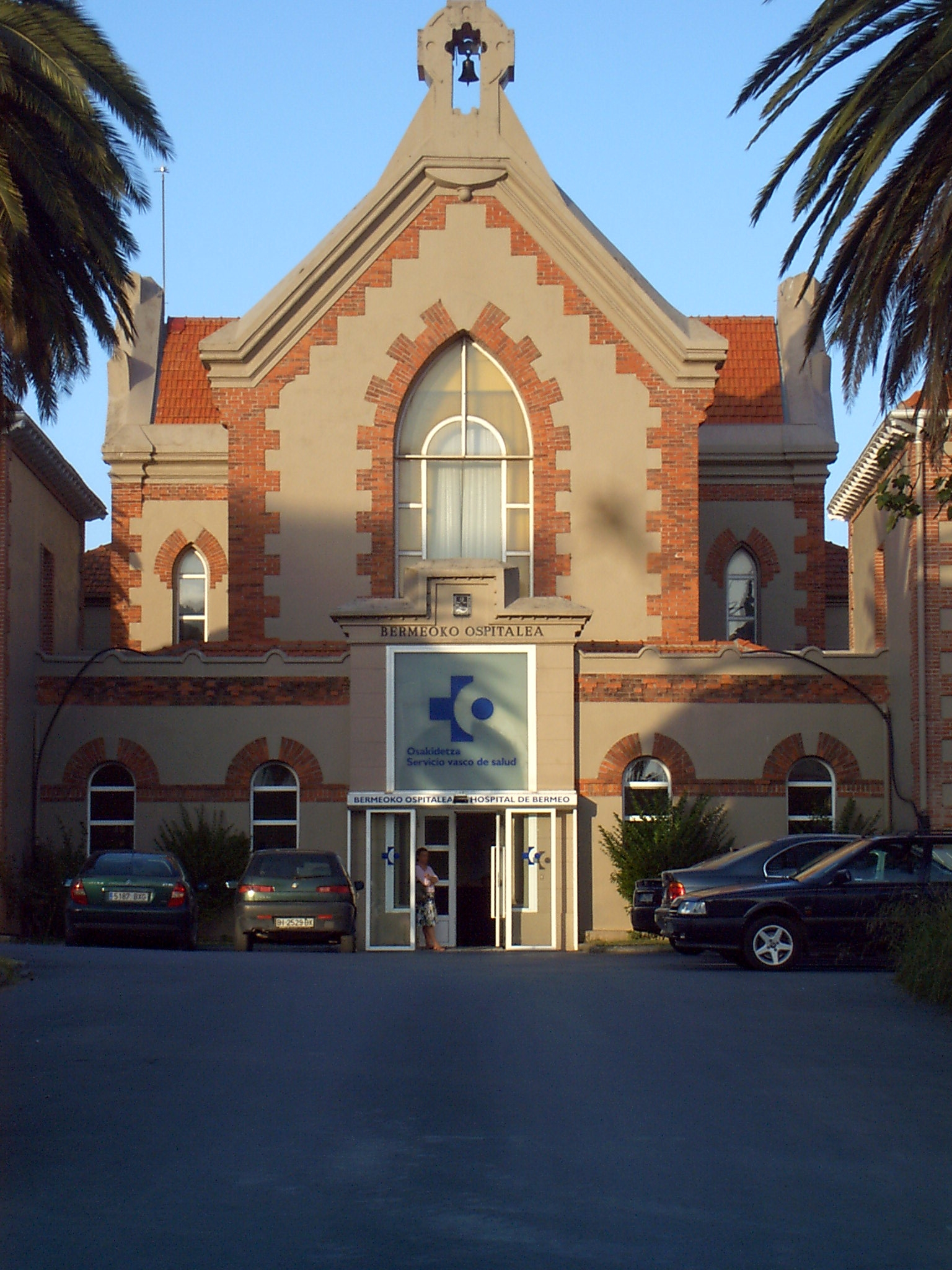
Entrada a l'hospital de Bermeo
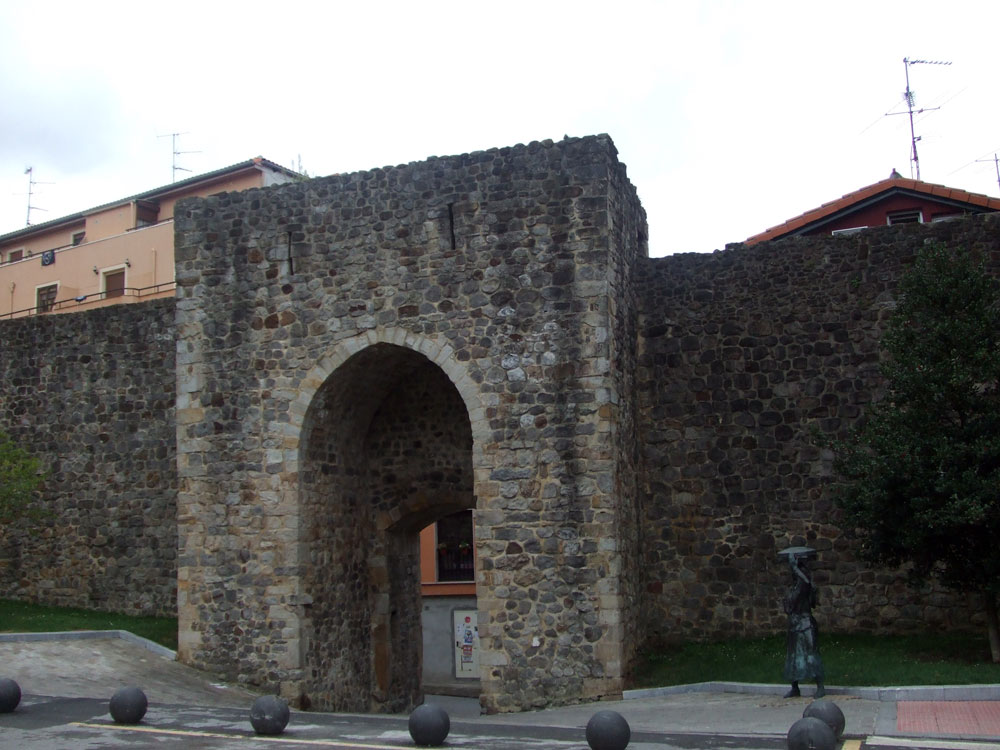
Porta de San Juan
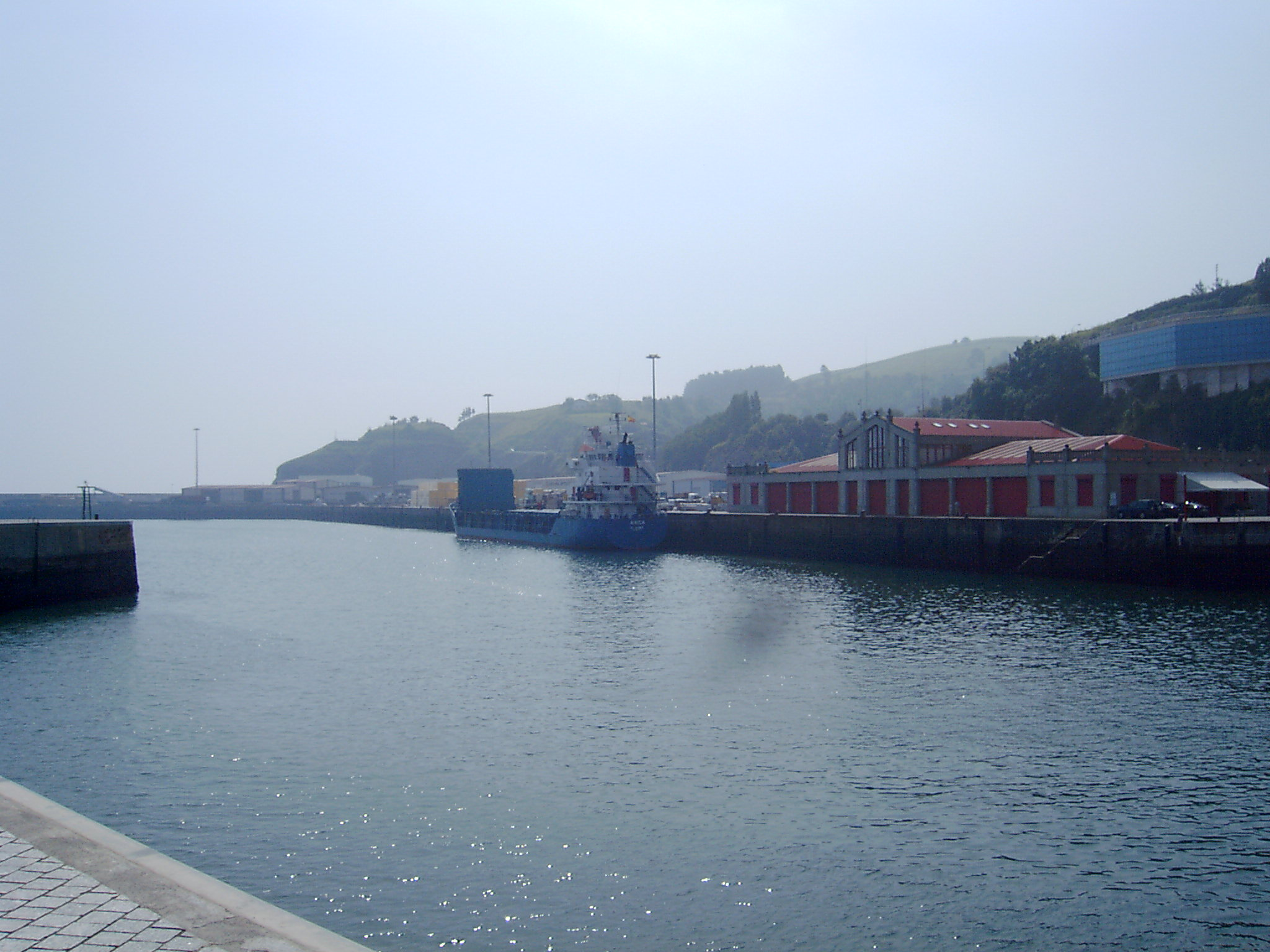
Port comercial i la cofraria de pescadors
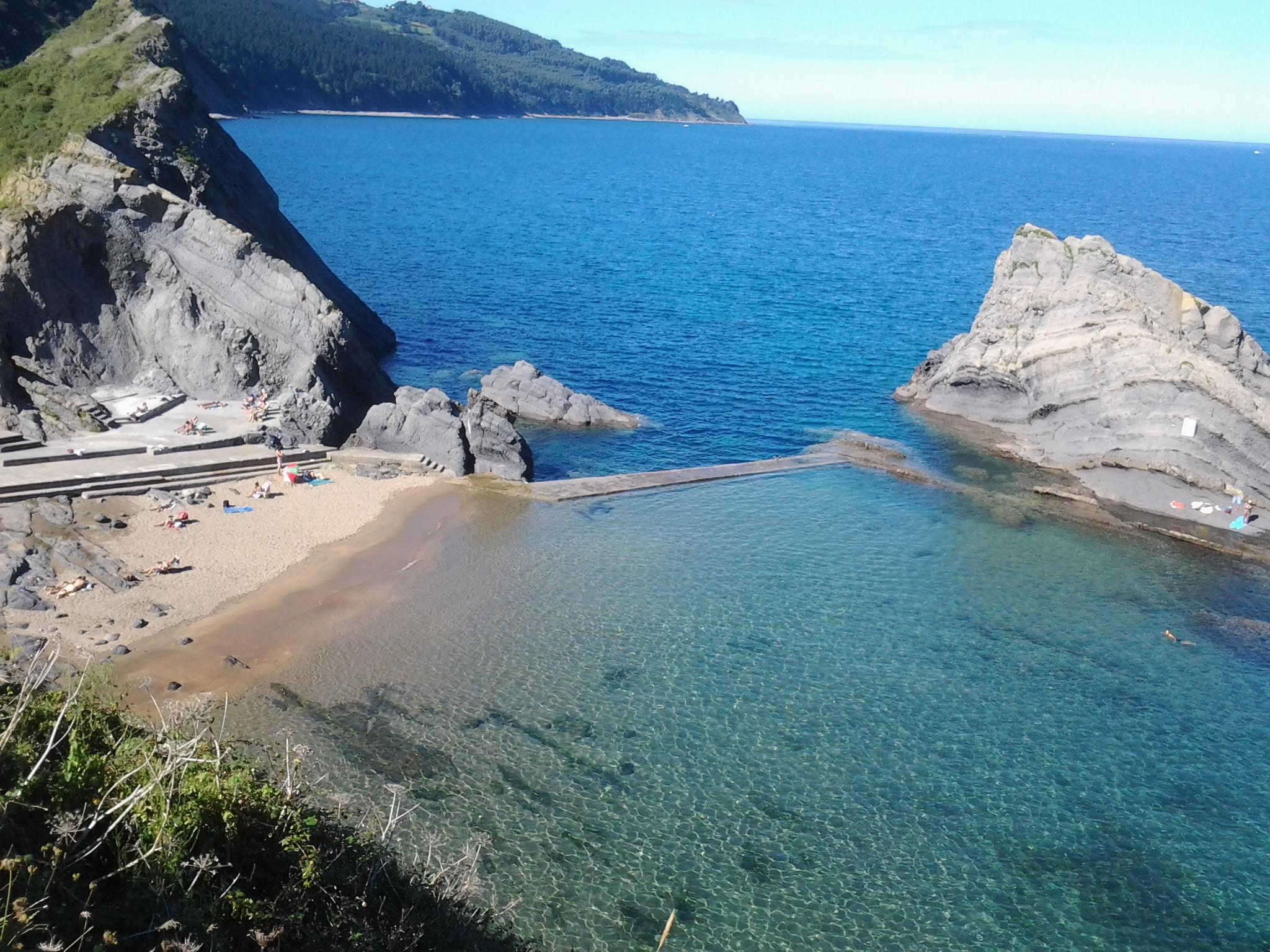
Platja Aritzatxu
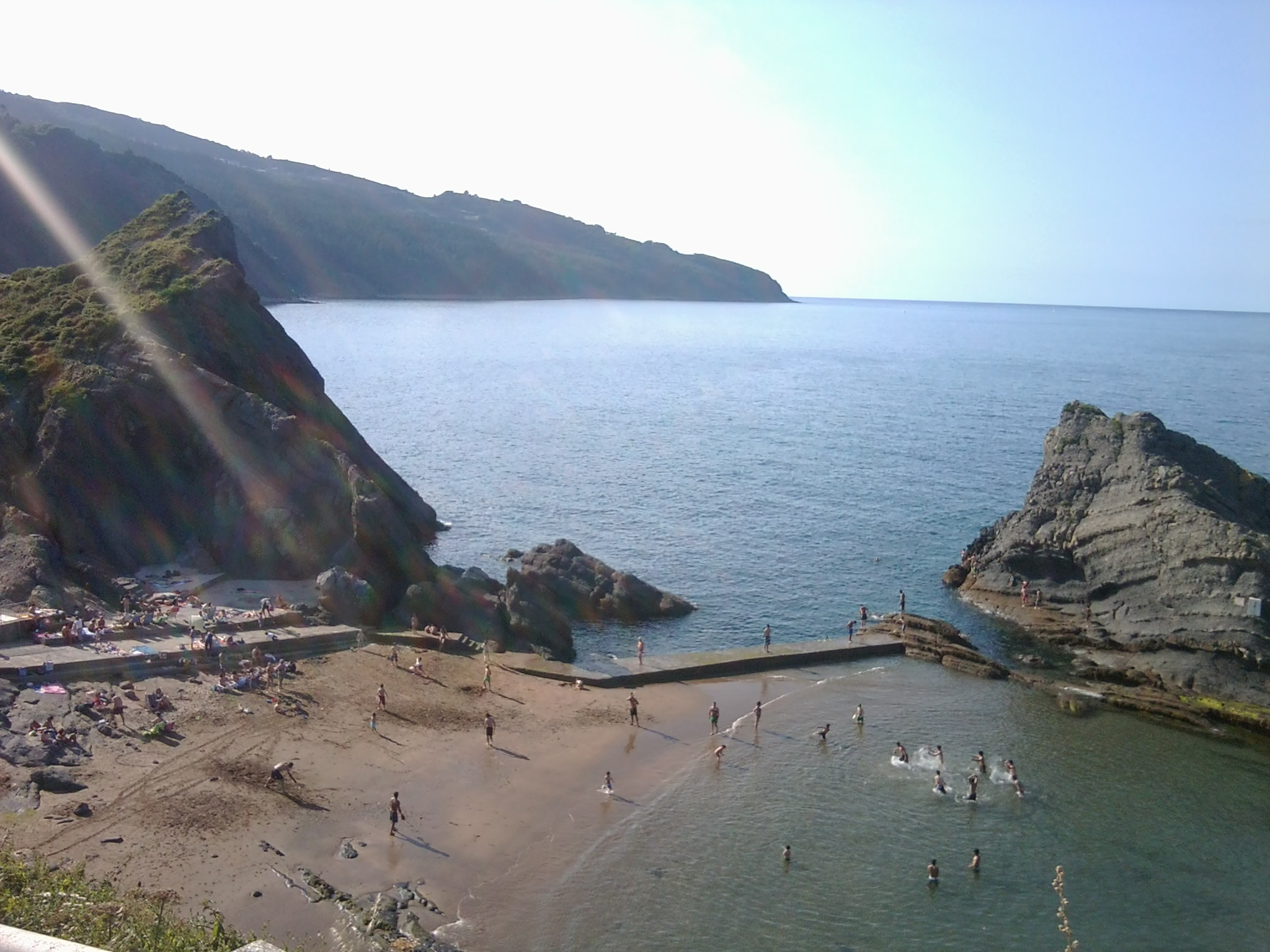
Platja Aritzatxu
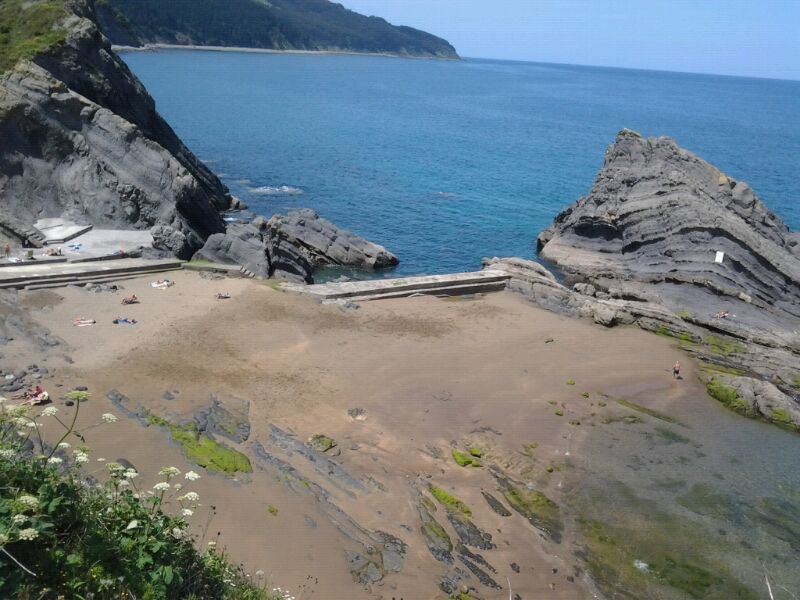
Platja Aritzatxu
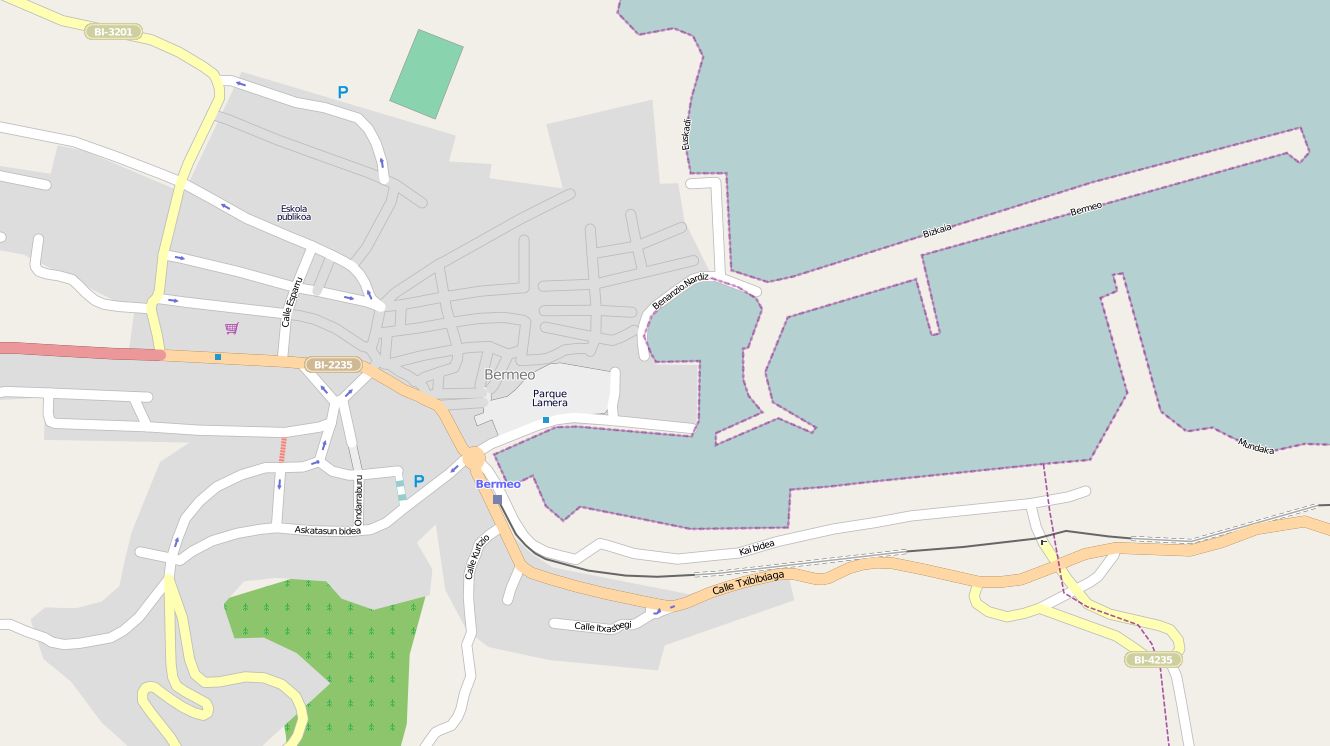
Mapa

## Personatges il·lustres
- Juan de Akurio : Pilot de la Nao Victoria, supervivent de l'expedició de Magallanes.
- Nestor Basterretxea (1924): artista polifacètic que ha conreat pintura, escultura i cinema.
- Francisco Basterretxea Zaldívar(1889-1975): polític i advocat.
- Antonio Karmona Herrera (1968): Futbolista de l'Esportiu Alabès i de la Societat Esportiva Eibar.
- Bingen Fernández (1972): esportista. Ciclista professional amb l'equip Euskaltel-Euskadi (1996 - 2001), i més tard en l'equip frances Cofidis (2002 - 2009).
- José María Urzelai (1903-1979): pintor.
- Teodoro Anasagasti (1880-1938): arquitecte
- Gregorio Solabarrieta (1900-1978): músic
- Josu Iñaki Erkoreka (1960): portaveu del Partit Nacionalista Basc en el Congrés dels Diputats.
- Izaskun Bilbao Barandica (1961): Llicenciada en dret. Expresidenta del Parlament Basc. Des de juny de 2009 fins a l'actualitat, és parlamentària al Parlament Europeu per EAJ-PNB.
- Gonzalo Nardiz (1905-2003), polític, va ser conseller del Govern Basc.
- Ignacio Arocena Etxebarría (1931-2003): Catedràtic d'història i escriptor.
- Ricardo Odriozola (1965): Violinista i compositor.
- Santos Domínguez i Benguria (1841- 1905), arquitecte, diplomàtic i polític.
- José Mari Uzelai (Bermeo 1903 - Busturia 1979), pintor realista i expressionista.
- Barrueta Benito (Bermeo 1873 - 1953), pintor
- Lucía Etxebarria, escriptora, nascuda a València però amb ascendència paterna de Bermeo.
- Begoña Bilbao (1932-2005), escriptora i filòloga.
- Martin Lejarraga (1961-), arquitecte.
- Juan Karlos Goienetxea Beitia (1949-), alcalde durant 16 anys i expresident d'Eusko Alkartasuna de Biscaia.
- Analupe Fernandez (1960??).
- Etxekalte taldea, grup de rock format per quatre joves del poble.
- Jose Juan Castillo (1945): cuiner, component del grup de xefs de la Nova Cuina Basca.
- Ilaski Serrano (1976-), periodista, presentadora de ràdio i televisió.
- Agurne Anasagasti (1978-), presentadora de televisió.
- Javier Tarantino Uriarte (1984-), futbolista.